# Force de défense australienne
Pour les articles homonymes, voir ADF.
La Force de défense australienne (en anglais Australian Defence Force, ADF) est l'organisation militaire responsable de la défense de l'Australie. Elle est composée de la Royal Australian Navy, l'Australian Army, la Royal Australian Air Force et de plusieurs unités communes aux trois armées.
Durant la première décennie du XXe siècle, le gouvernement australien avait créé trois forces militaires séparées. Chaque armée avait une chaîne de commandement indépendante des autres. En 1976, le gouvernement a effectué un changement stratégique et créé l'ADF pour réunir les forces armées sous un commandement unique. En peu de temps la fusion s'est faite par l'unification des trois états-majors, services de logistique et bases d’entraînement.
L'ADF possède des moyens technologiques sophistiqués mais est handicapée par sa taille relativement modeste. Bien qu'elle dispose de 59 095 personnes d'active et de 28 878 réservistes, ce qui en fait la plus grande armée d'Océanie après celle de la France et des États-Unis, elle reste beaucoup plus petite que la plupart des armées asiatiques et souffre d'un manque de personnel qualifié dans certains secteurs militaires. Néanmoins, l'ADF est capable de se projeter dans certaines mesures hors d'Australie.

## Généralité
Puissance régionale du Sud-Est de l'Asie, l'armée australienne est constituée des trois armées traditionnelles : armée de terre (Australian Army), Marine (Royal Australian Navy) et armée de l'air (Royal Australian Air Force).
La particularité de l'armée australienne dans les années 2000 par rapport aux autres corps militaires du reste du monde est qu'elle est purement une armée de soutien aux autres armées. Elle n'est que rarement présente sur les champs de bataille en toute première ligne. Ainsi en Irak, elle assure un soutien logistique à ses alliés que sont les États-Unis.
Cette spécificité est une fierté pour les Australiens d'après un sondage publié par le quotidien australien The Age en 2005.

## Rôle

### Légalité
La légalité de l'ADF vient des sections sur le gouvernement exécutif de la constitution australienne. La section 51 (paragraphe VI) donne au gouvernement fédéral le pouvoir de faire des lois concernant la défense de l'Australie et son armée. La section 114 de la Constitution empêche les États de la fédération d'augmenter leurs forces armées sans autorisation du gouvernement fédéral et la section 119 prévoit que le gouvernement fédéral est responsable de la défense du pays contre les invasions et expose les conditions dans lesquelles le gouvernement peut déployer les forces armées à l'intérieur du pays
La section 68 de la Constitution définit l'organisation du commandement de l'ADF. Elle explique que « Le commandant des forces navales et militaires de la fédération est le gouverneur général en tant que représentant de la Reine ». La Constitution ne mentionne pas l'armée de l'air puisque l'avion n'était pas inventé quand elle a été écrite. D'après la loi, l'Air Force est sous la même structure de commandement que les autres armes. En pratique, le gouverneur général ne joue aucune part active dans le commandement de l'ADF et c'est le gouvernement australien élu qui, par l'intermédiaire du ministre de la Défense et de plusieurs ministres subalternes, en exerce le contrôle effectif. Le ministre agit, le plus souvent, de sa seule initiative, quoique le Comité de Sécurité nationale du Cabinet étudie les questions importantes. Le ministre conseille alors le gouverneur-général qui agit comme conseiller de l'exécutif.

### Priorités
En 2000, le gouvernement australien a conçu un livre blanc pour guider tous les aspects de sa politique de défense. Celui-ci établit que l'ADF a trois priorités :
- la première, le maintien de sa capacité à défendre l'Australie contre toute attaque crédible, sans dépendre d'aide des forces de combats d'autres pays ;
- la deuxième, contribuer à la sécurité du voisinage immédiat de l'Australie en travaillant avec les pays voisins et en participant aux opérations de maintien de la paix autorisées par l'ONU ;
- la troisième, contribuer aux coalitions de forces armées au-delà du voisinage immédiat de l'Australie qui incluent des intérêts australiens.

L'ADF est aussi responsable de la surveillance côtière et d'une réponse adaptée rapide aux situations d'urgence comme les catastrophes naturelles.
Le plus récent programme de la politique de défense du gouvernement est Australia's National Security. A Defence Update 2007 (Sécurité nationale australienne. Une mise à jour de la défense 2007). Ce document établit que « à cause d'une complexité croissante de la sécurité internationale, l'Australie doit se préparer à un ensemble d'événements possibles, à la fois près du sol national et plus loin, avec moins d'avertissement en cas de crises ». Pour affronter ces événements, il est proposé que l'ADF puisse être capable d'agir indépendamment dans la région australienne pour détruire ou empêcher les menaces sur les territoires et intérêts australiens. Ceci inclut la possession d'une capacité d'action à court terme. Le document établit aussi que l'ADF doit être capable d'apporter une contribution significative aux opérations de coalitions internationales en dehors de la région australienne. Cependant, on ne s'attend pas à ce qu'elle soit capable d'agir seule en dehors de sa région.

## Histoire

### Formation de l'armée australienne

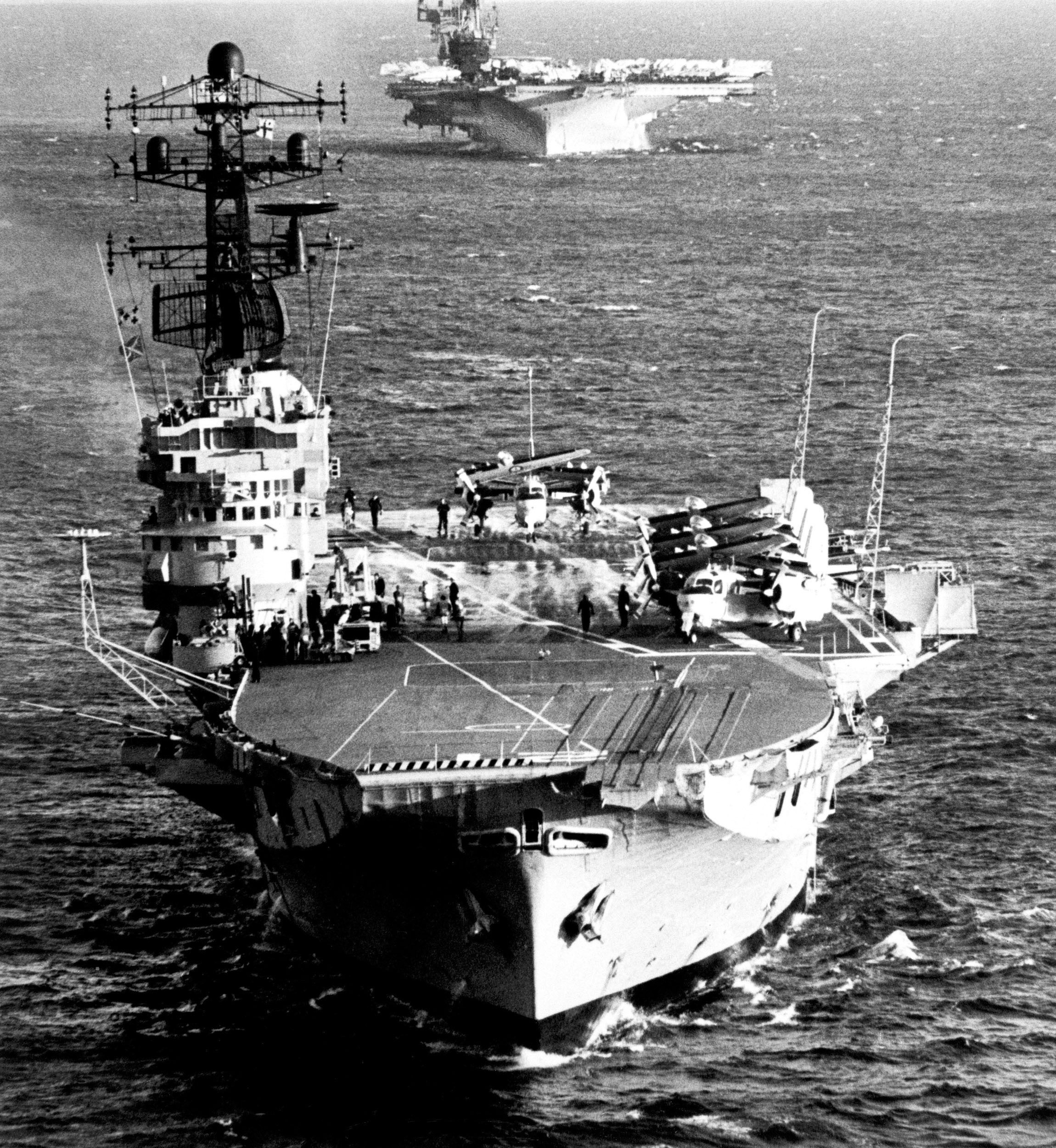
La mise à la retraite du sans remplacement en 1982 marque un écart par rapport à la politique de la défense en avant (« forward defence »).

L'Australie maintient une armée depuis la création de la Fédération Australienne en janvier 1901. À sa création, le gouvernement crée l'Armée de terre australienne (Australian Army), et la Commonwealth Naval Force. En 1909, la marine australienne (Royal Australian Navy) est créée, absorbant la Commonwealth Naval Force. L'armée crée l'Australian Flying Corps en 1912, mais celui-ci ne devient autonome qu'en 1921 à la création de l'armée de l'air australienne (Royal Australian Air Force). Ces armées n'étaient pas coordonnées par une chaîne de commandement unique, car chacune obéissait à son ministre respectif et avait sa propre administration. Les trois armées sont entrées en action au niveau mondial durant la Première Guerre mondiale et la Seconde Guerre mondiale.
L'importance de la guerre interarmes devient claire à l'armée australienne pendant la Seconde Guerre mondiale quand les armées de terre, navales et de l'air servaient fréquemment sous un commandement unique. Après guerre, plusieurs officiers supérieurs firent du lobbying pour la nomination d'un commandant en chef des trois armées. Le gouvernement rejeta cette proposition, et les trois armées restèrent complètement indépendantes. De l'absence d'une autorité centrale résultait une médiocre coordination entre les armées, chaque armée opérant sur la base d'une doctrine militaire différente.
Le besoin d'une chaine de commandement intégrée reçut plus d'importance pendant la guerre du Viêt Nam. En 1973, le secrétaire du ministère de la Défense, Arthur Tange (en), écrivit un rapport au gouvernement recommandant l'unification des différents départements de chaque armée en un seul ministère et la création d'un état-major. Le gouvernement accepta ces recommandations, et l'Australian Defense Force fut créée le 9 février 1976.

### Période de laDefence of Australia

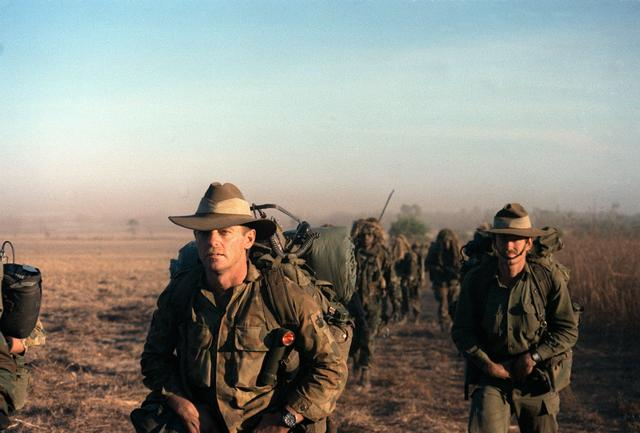
Des soldats australiens mènent une colonne de troupes américaines pendant l'exercice Kangaroo '89, se déroulant en Australie du Nord.

Jusque dans les années 1970, la stratégie militaire de l'Australie se centre sur le concept de « défense en avant », où le rôle des militaires australiens est de coopérer avec les forces alliées pour contrer les menaces dans la région australienne. En 1969, quand les États-Unis élaborent la doctrine Nixon et que les Britanniques se retirent à l'est de Suez, l'Australie développe une politique qui insiste sur l'autonomie du continent australien, la politique de la Defence of Australia (en) (DOA). Celle-ci concentre la planification de l'effort de défense dans la protection des voies d'approche de l'Australie par le nord (le « trou air-mer ») contre une attaque ennemie. Pour atteindre ce but, l'ADF est restructurée en accroissant les capacités de la marine et de l'armée de l'air et en déplaçant des unités de l'Armée de terre dans le Territoire du Nord.
À ce moment, l'ADF n'a pas d'unité militaire opérationnelle déployée hors d'Australie. En 1987, l'ADF achève son premier déploiement opérationnel dans le cadre de l'opération Morris Dance, dans laquelle plusieurs vaisseaux de guerre et une compagnie d'infanterie sont envoyés au large des Fidji en réponse au coup d'État de 1987 aux Fidji. Bien qu'étant un succès, ce déploiement souligne le besoin pour l'ADF d'améliorer ses capacités à répondre rapidement à des événements imprévus.
Depuis la fin des années 1980, le gouvernement fait de plus en plus appel à l'ADF pour contribuer à des forces de maintien de la paix dans le monde. Bien que la plupart de ces déploiements n'incluent qu'un petit nombre de spécialistes, plusieurs ont nécessité l'envoi de centaines de personnes. Les missions de maintien de la paix les plus importantes ont eu lieu en Namibie début 1989, au Cambodge entre 1992 et 1993, en Somalie en 1993, au Rwanda entre 1994 et 1995, et sur l'île Bougainville en 1994 puis depuis 1997.
La contribution de l'Australie à la guerre du golfe de 1991 a été la première fois, depuis la création de l'ADF, où du personnel australien était déployé sur une zone de guerre. Bien que les vaisseaux de guerre et les nageurs de combat australiens déployés dans le golfe Persique ne soient pas allés au combat, l'opération de déploiement a été un test des capacités de l'ADF et de sa structure de commandement. Après la guerre, la marine a envoyé régulièrement des frégates dans le golfe Persique ou en mer Rouge pour faire respecter les sanctions commerciales imposées à l'Irak.

### Timor Oriental et après

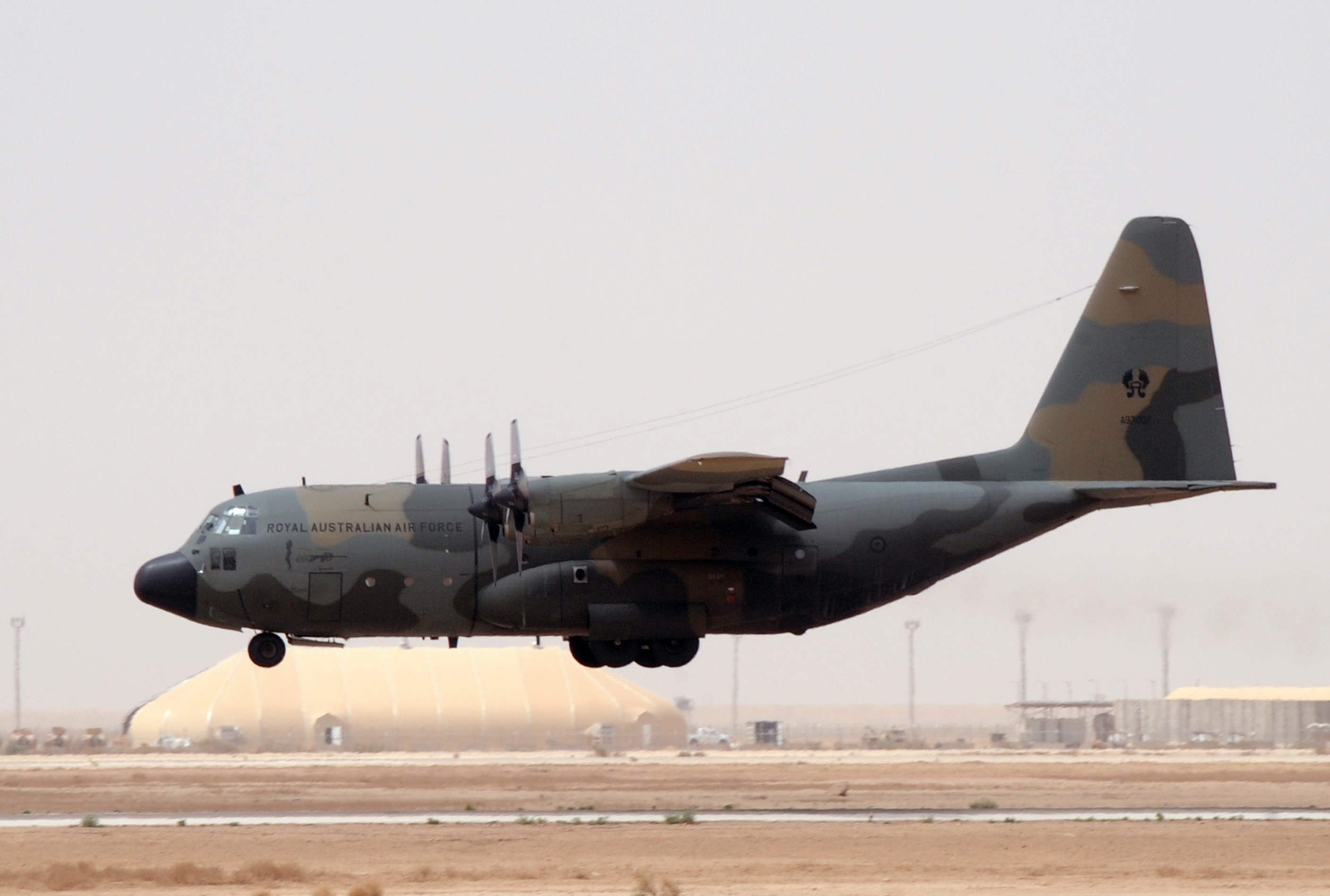
Un avion C-130 Hercules de l'armée de l'air en Irak en 2008. Ces avions assurent le soutien des opérations de l'ADF en Irak et en Afghanistan.

En 1996, John Howard après avoir mené la campagne du parti libéral et l'avoir conduit à la victoire, devient Premier Ministre. Il entreprend alors des réformes importantes dans la structure et le rôle de l'armée. La stratégie de défense du nouveau gouvernement met moins l'accent sur la défense de l'Australie face à une attaque directe que sur le travail en collaboration avec les états de la région et les alliés de l'Australie pour gérer les menaces potentielles. À la lumière de ces nouveaux objectifs, la structure de l'ADF s'adapte en augmentant sa proportion d'unités de combat par rapport aux unités de soutien et en améliorant sa préparation au combat.
L'expérience de l'armée australienne durant le déploiement de 1999 au Timor Oriental, le pays étant en crise à la suite du référendum sur l'indépendance, mène à des changements significatifs dans la politique de défense de l'Australie et à une amélioration de la capacité de l'armée à conduire des opérations en dehors du territoire national. Ce déploiement réalisé avec succès est alors la première fois qu'une large armée australienne opère à l'étranger depuis la guerre du Viet-Nam, mais il révèle des lacunes dans la capacité de l'ADF à organiser et soutenir de telles opérations,. En 2000, le gouvernement publie un nouveau livre blanc de la défense, Defence 2000 - Our Future Defence Force (« Defense 2000 - notre future force de défense ») qui donne une plus grande importance à la préparation de l'armée à des déploiements à l'étranger. Le gouvernement s'est employé à améliorer les capacités de l'armée en améliorant la préparation et l'équipement de ses unités par un meilleur recrutement et en augmentant le budget de la défense de 3 % par an. En 2003 et 2005, les Defence Updates (« Mises à jour de la défense ») mettent l'accent sur les opérations expéditionnaires, qui résultent en une expansion et une modernisation de l'ADF.
Depuis 2000, l'organisation militaire et les capacités de déploiements renforcées de l'ADF ont été testées régulièrement. Après les attentats du 11 septembre 2001 contre les États-Unis, l'Australie a mobilisé des forces spéciales et un avion de ravitaillement en vol en Afghanistan, des vaisseaux de guerre dans le Golfe Persique, dans le cadre de l'Opération Slipper. En 2003, approximativement 2 000 personnes de l'ADF, en incluant un groupe de forces spéciales, trois vaisseaux de guerre, et 14 avions F/A-18 Hornet, ont pris part à l'invasion de l'Irak (opération Falconer). Plus tard en 2003, des éléments des trois armées sont déployés aux Îles Salomon dans le cadre de la mission régionale d'assistance aux Îles Salomon (RAMSI). Fin 2004, plus de 1 000 personnes de l'ADF sont déployées dans l'opération Sumatra Assist (en) après le tremblement de terre et tsunami de l'Océan Indien. En mai 2006, environ 2 000 soldats australiens ont été envoyés au Timor oriental, dans le cadre de l'Opération Astute, à la suite d'émeutes entre des éléments de l'armée du Timor oriental.

### Opérations en cours
- Plus de 1 000 personnes

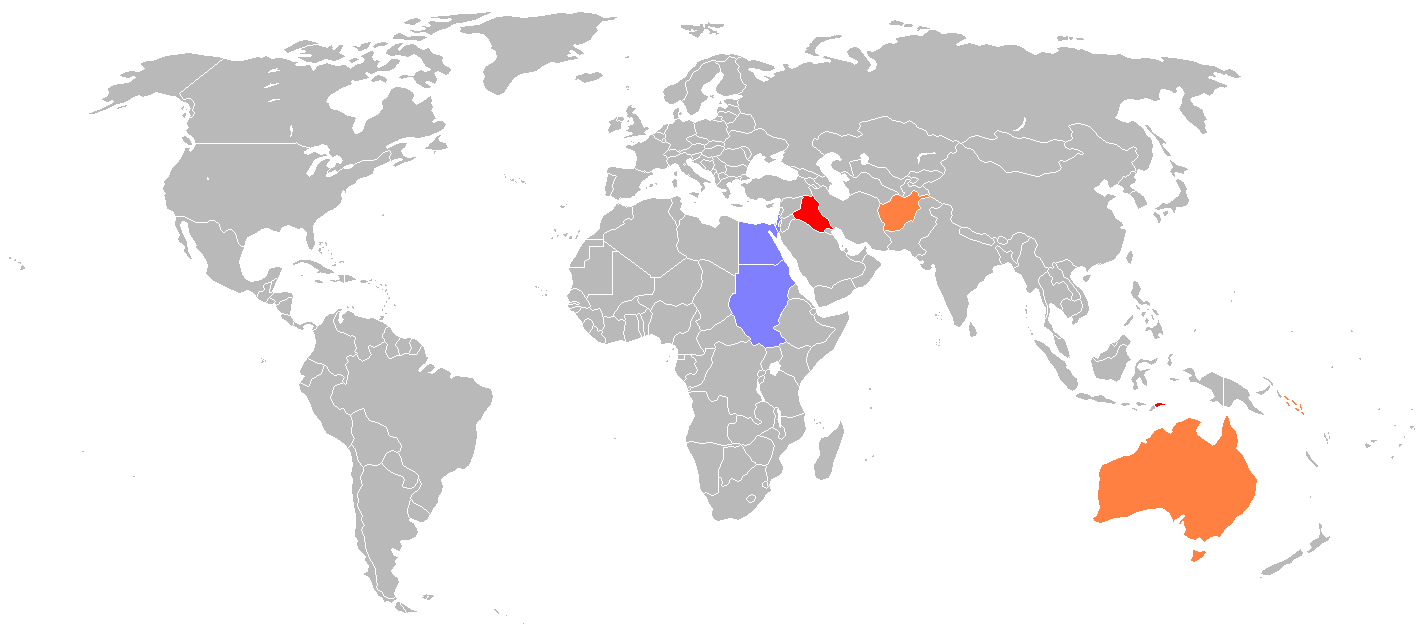
Déploiement de l'ADF en juin 2007.
Plus de 1000 personnes
entre 101 et 999
moins de 100

En septembre 2008, près de 3 500 militaires australiens ont été envoyés sur des opérations à l'étranger. Un supplément de 450  à   500 personnes a aussi été déployé pour des tâches de sécurité maritime interne. Bien que ces déploiements aient mis la pression sur quelques unités de l'armée et particulièrement de l'Armée de terre, l'armée australienne possède encore des réserves.
L'ADF est actuellement déployée à grande échelle sur deux terrains militaires au Moyen-Orient. Le plus grand déploiement est dû à la participation à la guerre d'Afghanistan, avec 1 080 personnes envoyées dans le cadre de l'opération Slipper. Environ 1 000 personnes sont aussi déployées en Irak ou à proximité dans le cadre de l'opération Catalyst (en). L'ADF maintient enfin trois petites participations aux opérations de maintien de la paix au Moyen-Orient et en Afrique, avec 53 personnes engagées au total.
Des unités de l'armée sont actuellement déployées sur deux opérations au voisinage immédiat de l'Australie. Approximativement 750 personnes, la plupart faisant partie du Corps d'armée australien et néo-zélandais (ANZAC), sont déployées au Timor oriental pour des missions de pacification dans le cadre de l'opération Astute. Une compagnie de 140 fusiliers est aussi déployée aux îles Salomon comme contribution de l'ADF à la mission d'assistance régionale aux îles Salomon.
En 2018, des médias divulguent des documents classés portant sur les opérations des forces spéciales australiennes en Afghanistan. Des journalistes détaillaient une « insensibilité » et une « dérive des valeurs » des troupes, et révèlent des actes relevant de crimes de guerre tels que l’exécution d’enfants et d’hommes non armés. Sont également rapportés des cas de consommation de drogue et d’alcool, des violences domestiques. Les forces spéciales seraient par ailleurs gangrenées par la méfiance envers leurs chefs,.

### Évolutions futures

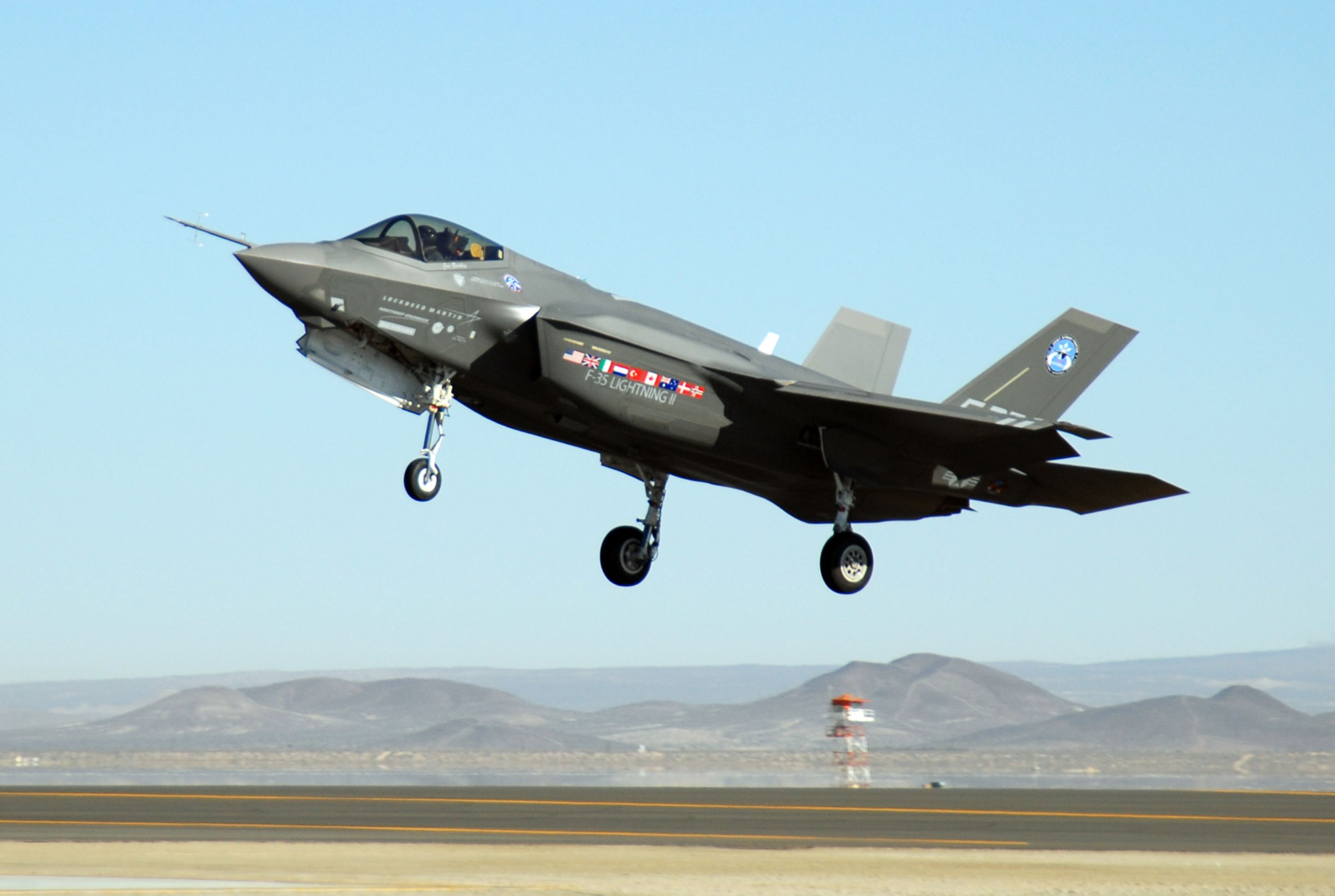
Le gouvernement australien voudrait acheter au moins 72 F-35 Lightning II pour équiper la RAAF entre 2014 et 2021

Les changements dans l'environnement de la sécurité de l'Australie mènent à de nouveaux besoins que l'ADF doit remplir. Bien qu'une menace d'attaque directe sur l'Australie ne soit pas envisagée, des groupes terroristes et les tensions croissantes entre les nations d'Asie orientale menacent la sécurité australienne. L'instabilité gouvernementale de nombreux États du Pacifique Sud peut aboutir à la constitution d'États en déliquescence à l'avenir. De tels états peuvent nécessiter une intervention militaire pour restaurer un gouvernement civil.
La démographie de l'Australie va poser un problème à l'ADF à l'avenir. En excluant d'autres facteurs, le vieillissement de l'Australie implique un plus faible nombre de recrues entrant sur le marché du travail à l'avenir. Il est ainsi prévu un ralentissement économique et un accroissement des dépenses de l'État pour les retraites et la santé. En conséquence de ces évolutions, le vieillissement de la population peut réduire la force de travail de l'ADF et forcer l'État à réallouer une partie du budget de la défense. De plus, le manque de travailleurs dans la plupart des secteurs de l'économie australienne peut entraver les plans d'accroissement de l'ADF et retarder l'introduction de matériel neuf.
Le coût croissant de l'équipement peut aussi poser problème à l'ADF. L'Institut australien de stratégie politique estime que le coût d'achat et de maintenance du matériel du Defence Capability Plan (« Plan de capacité défensif ») peut excéder le budget prévu. Si de nouvelles ressources ne sont pas mises à contribution pour combler ce problème de financement, le gouvernement pourrait être forcé à réduire la taille de l'ADF.
L'ADF développe des stratégies pour répondre aux changements de l'environnement stratégique et de la population. Ces stratégies incluent l'accroissement de l'ADF et l'introduction de nouveau matériel afin d'augmenter la valeur stratégique de l'Australie. Pour maintenir l'avance qualitative de l'Australie sur ses États voisins, l'ADF pense introduire de nouvelles technologies en maintenant la haute qualité de l’entraînement militaire australien. L'ADF développe aussi des tactiques militaires basées sur l'intégration technologique et une meilleure coopération entre les armées.

## Organisation de l'armée
L'Australian Defence Force et le ministère australien de la Défense forment l'Australian Defence Organisation (ADO). Une diarchie formée du commandant en chef des forces armées et du secrétaire de la Défense administre l'ADO.
L'ADF est la composante militaire de l'ADO et se décompose en :
- la Royal Australian Navy (RAN) (la marine) ;
- l'Australian Army (l'Armée de terre) ;
- la Royal Australian Air Force (RAAF) (l'armée de l'air).

Le ministère de la Défense emploie du personnel civil et militaire et comprend les départements de :
- la Defence Intelligence Organisation (DIO), les services de renseignement de l'armée ;
- la Defence Materiel Organisation (DMO) responsable de l'achat et de l'entretien du matériel militaire ;
- la Defence Science and Technology Organisation (en) (DSTO) qui fournit appui scientifique et technologique à l'armée.

### Commandement

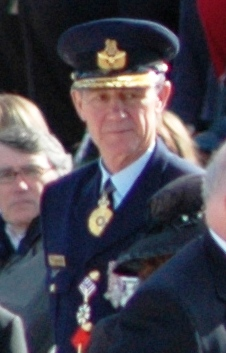
Angus Houston, ancien commandant en chef des forces armées australiennes (2005-2011).

Le commandant en chef des forces armées (Chief of the Defence Force, ou CDF), actuellement le général d'armée aérienne (Air Chief Marshal) Mark Binskin est le gradé le plus élevé de l'armée australienne. Il commande l'ADF sous le contrôle du ministre de la défense et est l'égal du secrétaire de la défense, Greg Moriarty (en), le civil le plus important du ministère de la défense. Le CDF est le seul officier à quatre étoiles de l'ADF et est un général, un amiral ou général d'armée aérienne. Hugh White, un universitaire éminent et ancien secrétaire adjoint du département de la défense, est un spécialiste critique de l'organigramme actuel de l'ADF. Selon lui, le ministre joue un rôle trop intrusif dans le processus de décision et ne laisse pas au commandant en chef et au secrétaire de la défense la liberté nécessaire pour diriger l'ADO de manière satisfaisante.
Sous le commandement actuel de l'ADF, la gestion au quotidien de l'armée est distincte du commandement des opérations militaires. Les armées sont administrées via l'Australian Defence Organisation, le responsable de chaque armée (les commandants en chef de la marine, de l'armée de terre et de armée de l'air) et les quartiers généraux responsables du recrutement, de l'entraînement et du soutien des forces de combat. Ces commandants sont aussi les principaux conseillers du gouvernement en ce qui concerne les responsabilités de leur armée.
Alors que les membres de chaque armée obéissent en fin de compte à leurs chefs respectifs, les chefs ne contrôlent pas les opérations militaires. Le contrôle des opérations de l'ADF est exercé en suivant une chaîne de commandement dirigée par le Chief of Joint Operations (CJOPS) (chef des opérations combinées), qui obéit au CDF. Chaque arme de cette organisation est composée d'un quartier général administratif qui aide le chef des armées et d'un commandement opérationnel, qui obéit à son chef respectif, mais est responsable devant le CJOPS. La marine et l'armée de terre ont aussi un responsable de l'entraînement qui obéit au chef de son armée (le groupe d'entraînement de la RAAF fait partie du commandement aérien depuis 2006). Plusieurs groupes de travail combinés obéissent aussi au CJOPS. En pratique, quand des unités de l'ADF sont déployées en exercice ou de manière opérationnelle, elles sont temporairement détachées provisoirement de leur armée respective pour être rattachées à l'état-major concerné.
Les autres pays ayant une structure de commandement militaire intégré comparable à l'Australie sont le Canada (Forces canadiennes), la Grande-Bretagne (British Armed Forces) et la Nouvelle-Zélande (New Zealand Defence Force).

### État-major
Le commandement opérationnel de l'ADF est exercé par l'état-major du Quartier Général conjoint des forces opérationnelles (HQJOC), qui est actuellement à Canberra. Ce commandement avait été initialement créé comme quartier général du théâtre armé australien en 1997 et a été renommé en 2004. Le sous-chef du ministère de la Défense a la responsabilité supplémentaire de diriger le centre des opérations communes.
L'ADF a un certain nombre de commandements opérationnels communs permanents dont le sous-chef du ministère de la Défense est responsable. Le commandement de Logistique Commune est responsable de gérer la logistique de l'ADF, mission qu'elle réalise par l'intermédiaire d'unités de Logistique Communes régionales et des contrats avec des sociétés privées. Le commandement des opérations spéciales est formé actuellement presque exclusivement de militaires et est responsable des activités des forces spéciales dans toute l'Australie. Le Commandement du nord, dont le quartier général est à Darwin, est responsable des opérations du Territoire du Nord et a en permanence les éléments interarmées sous ses ordres. L'ADF a aussi deux quartiers généraux de Force opérationnelle interarmées; un pour l'Armée, la première division et l'autre pour la flottille de Commodores de la Marine. Ses noms sont respectivement le DJFHQ pour l'Armée de terre et le DJFHQ (Marine). Des quartiers généraux communs provisoires pour les groupes de travail sont aussi souvent formés pendant des déploiements et des exercices.

### Armée de Terre (Australian Army)

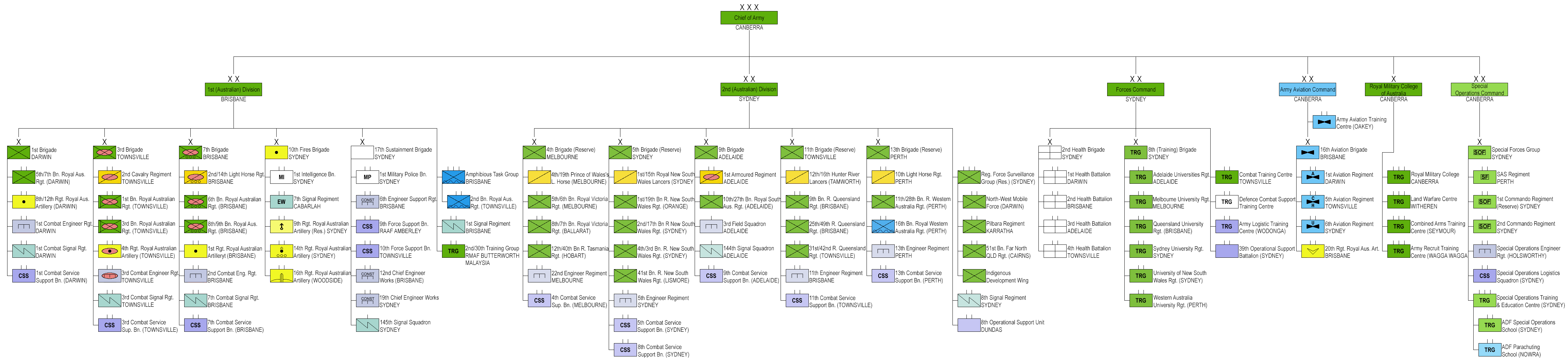
L'organigramme de l'Armée de terre australienne au 2025

L'Australian Army est la force militaire australienne terrestre. Bien que l'Armée de terre ne soit principalement qu'une infanterie légère, forte de 26 200 hommes, elle est actuellement « durcie et mise en réseau » et renforcée pour lui permettre de conduire des opérations de plus haute intensité.
Le Land Command (« commandement terrestre ») est l'autorité responsable des opérations de l'Armée de terre australienne et son quartier général est à Sydney. L'organisation de l'Armée de terre australienne en 2006 est la suivante : il y a une brigade régulière de force de réaction rapide, une brigade régulière remplaçante combinée, six brigades de réserve, une d'aviation et une de logistique. Les formations tactiques principales de l'Armée sont des battlegroups formés autour des quartiers généraux des formations de la taille d'un bataillon. L'Armée australienne est actuellement capable d'envoyer neuf bataillons (un de blindés, deux de cavalerie, cinq d'infanterie et un d'aviation), quoiqu'elle ne soit pas capable de déployer les neuf en même temps. L'initiative « Durci et mis en réseau » de l'armée ajoutera deux bataillons. Les six brigades de réserve souffrent de déficits sérieux en personnel et en équipement et ne sont pas capables de se déployer comme unités formées ou fournissant des sous-unités entières à la dernière minute.
Bien que l'armée ait deux quartiers généraux de divisions, seulement un (celui de la 1re division) est déployable en tant que Deployable Joint Force Headquarters (Land). Le QG de la 2e division n'exécute que des fonctions administratives et soutient les cinq réserves de l'armée situées à l'extérieur du Queensland. L'armée australienne n'a pas déployé de divisions à l'étranger depuis 1945 et ne prévoit pas de le faire dans l'avenir.

### Marine (Royal Australian Navy)

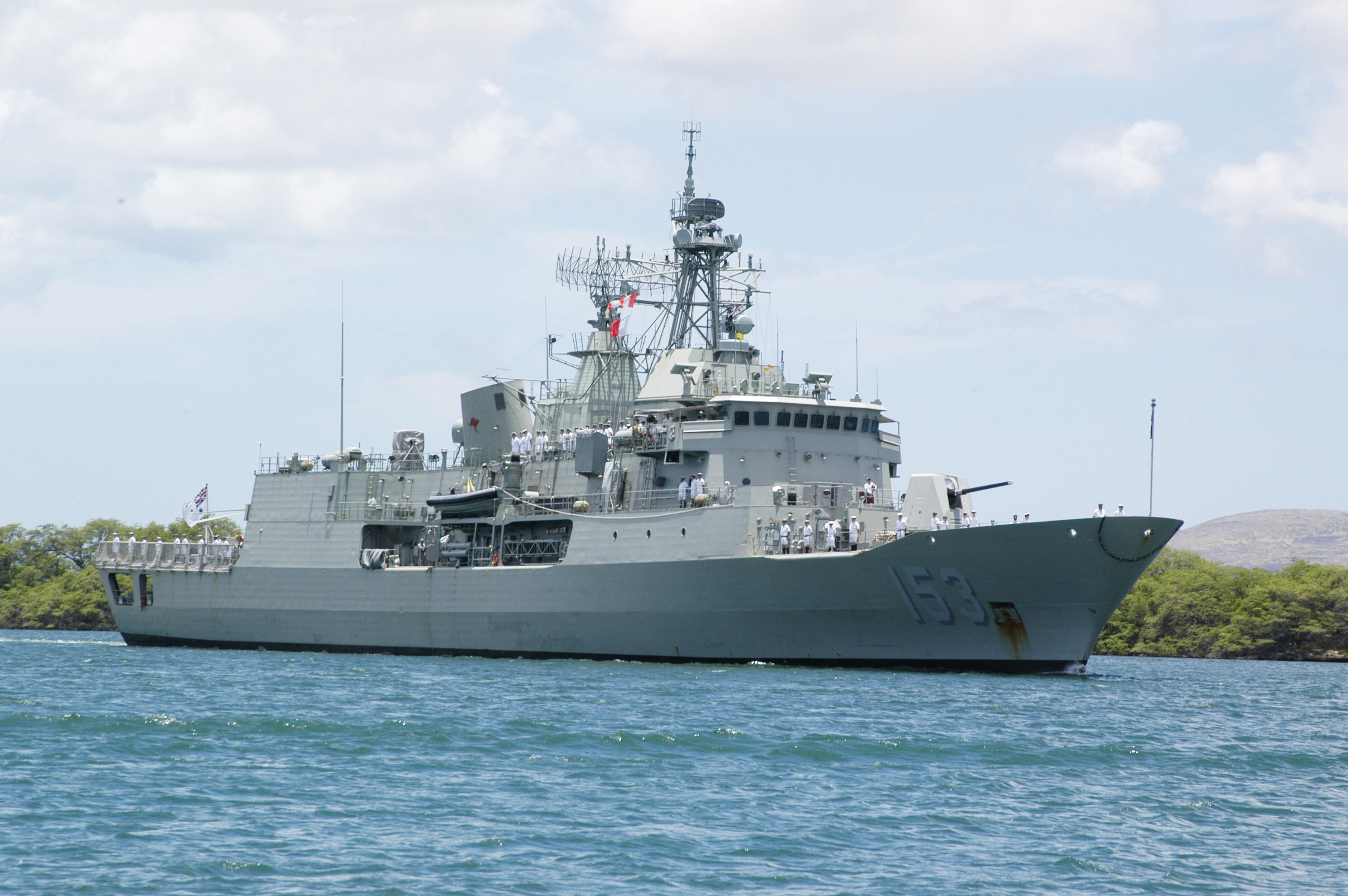
Le Stuart de la Royal Australian Navy

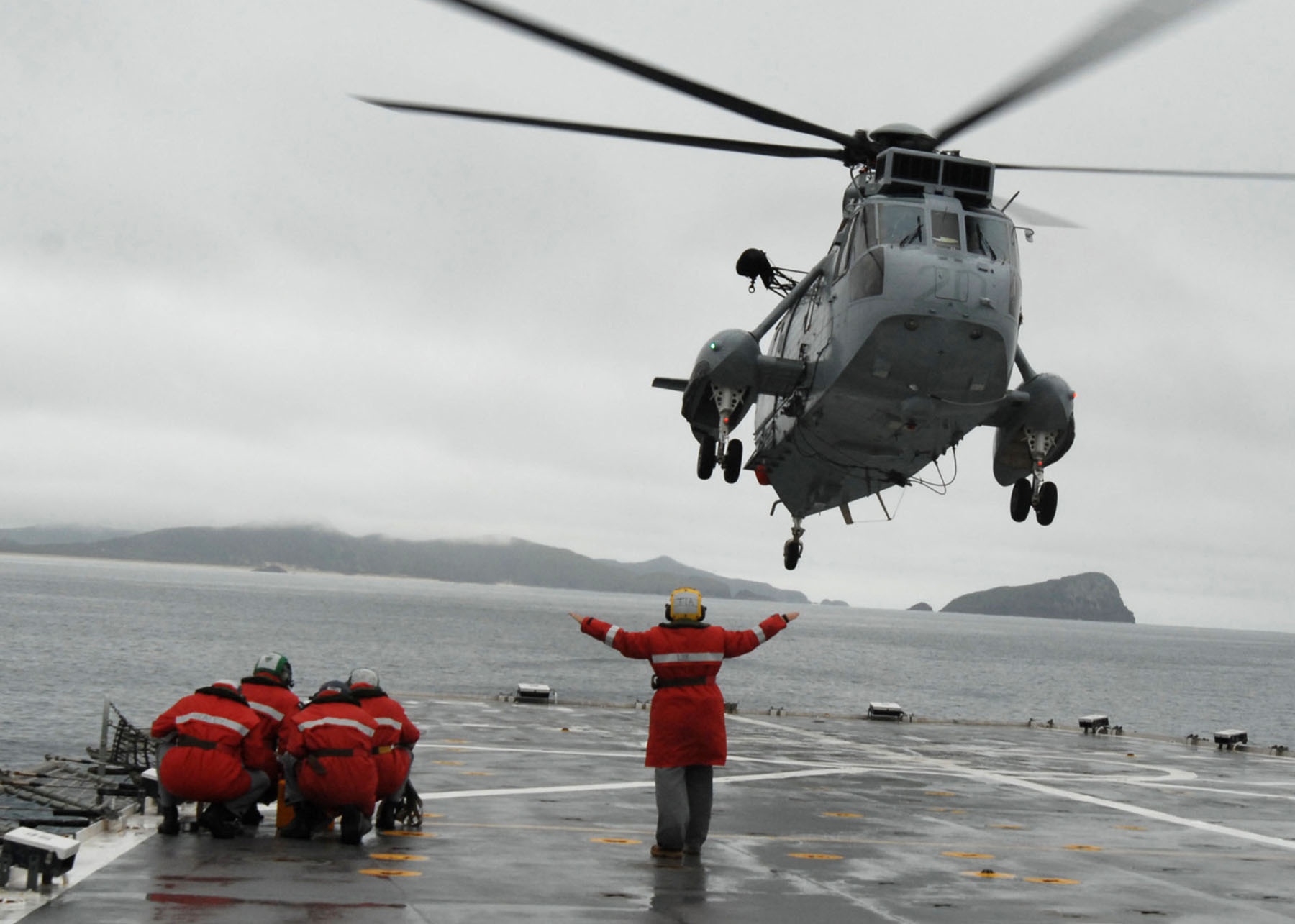
Un hélicoptère SK-50 Shark 20 de la Royal Australian Navy qui se prépare à atterrir sur le HMAS Menoura

La Royal Australian Navy (RAN) est la marine de l'ADF. La RAN dispose de plus de cinquante navires, dont quatorze frégates de moyen tonnage, six sous-marins, patrouilleurs et bateaux auxiliaires. La composante de soutien est dotée de deux ravitailleurs (un tanker de 25 000 tonnes et un ravitailleur de classe française Durance construit sous licence). Elle possède en outre quelques petits bâtiments de guerre des mines, deux bâtiments amphibies et une vingtaine de patrouilleurs.
- Les frégates sont les suivantes :
  - huit de classe Anzac, dérivées du modèle allemand Meko 200, 3 600 tonnes, années 1990
  - six de classe Adelaide, 4 100 tonnes, années 1980
- Sous-marins :
  - six classe Collins : sous-marins d'attaque équipés de torpilles et de missiles Harpoon, propulsion diesel, 3 050 t en surface, années 1990 et 2000 (remplacés par les sous-marins nucléaires d'attaque américains suivant la mise en œuvre de l'AUKUS, vers 2040).
- Les deux transporteurs de troupes sont d'anciens bâtiments de l'US Navy rachetés par l'Australie.

Elle dispose de quatre bases navales à Cairns, Darwin, Sydney et Perth et d'une base aérienne pour son aéronavale à Nowra-Bomaderry près de Sydney. La RAN est l'une des marines les plus modernes du Pacifique, sa responsabilité est de défendre les eaux australiennes et d'engager des opérations dans des emplacements éloignés.
Il y a deux parties dans la structure de la RAN. L'une est un commandement opérationnel, Le quartier général de la Flotte et l'autre est un commandement d'appui, Navy Systems Command. Les actifs de la Marine sont administrés par sept Force Element Groups (FEGs), subordonnés au Centre de la flotte Australienne. Les sept FEGs sont : Australian Navy Surface Combatants Force, Amphibious Warfare Forces avec l'Afloat Support Force, la Fleet Air Arm (RAN), Royal Australian Navy Submarine Service (en), Mine Warfare et Clearance Diving Forces, Australian Patrol Boat Group (en) et la Royal Australian Navy Hydrographic Service (en)..

### Armée de l'Air (Royal Australian Air Force)

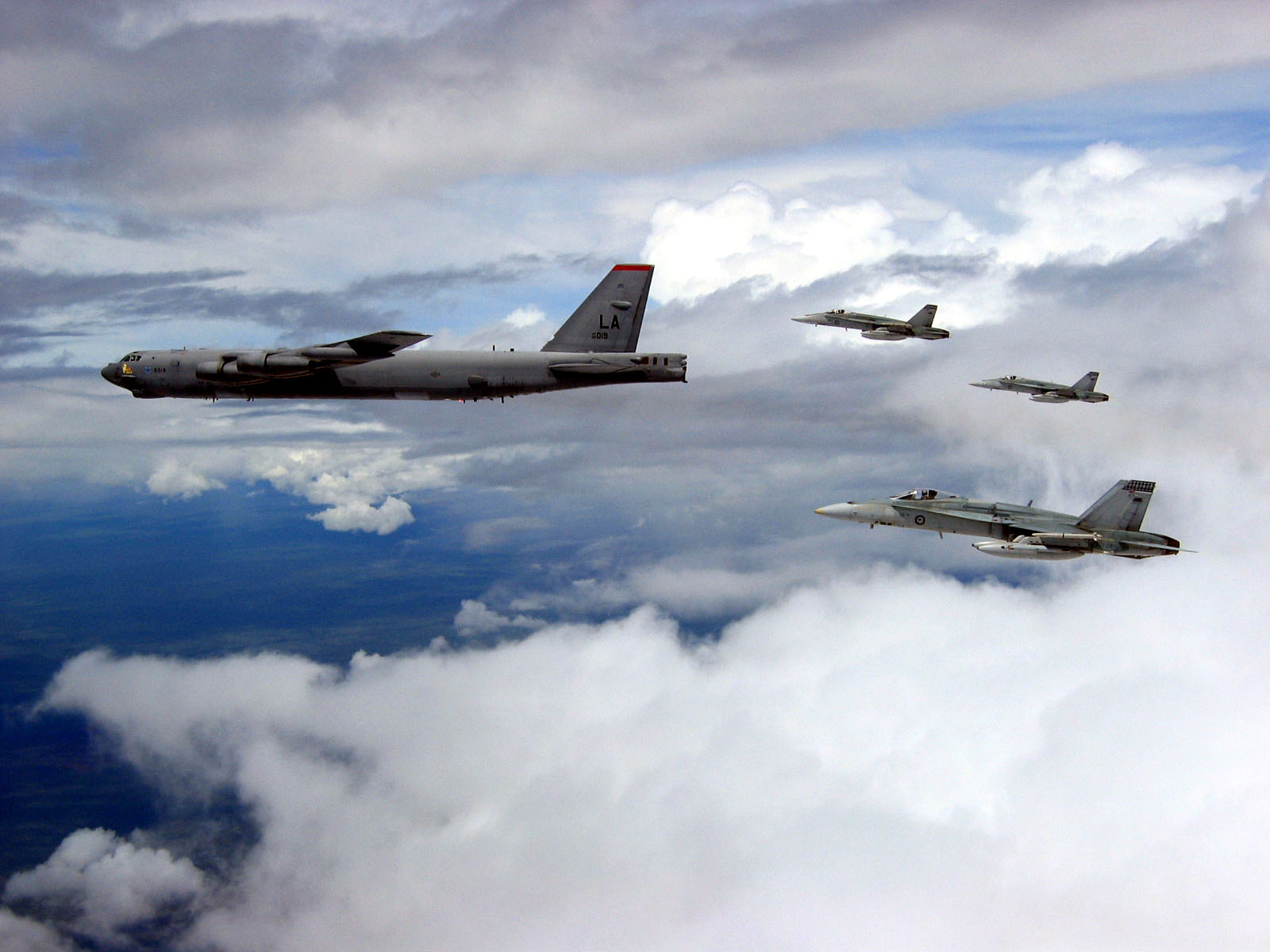
Un B-52 Stratofortress de la base aérienne Andersen escorté par des F-18 de la RAAF pour un exercice de bombardement.

La Royal Australian Air Force (RAAF) est l'Armée de l'air de l'ADF. La RAAF a des avions militaires et des avions-cargo modernes et un réseau de bases dans des emplacements stratégiques à travers l'Australie.
À la différence des autres services, la RAAF a un quartier général unique, le Air Command (en), qui inclut le groupe d'entrainement de la RAAF (en). Air Command est le bras opérationnel de la RAAF et consiste aussi en l'Air Combat Group (en), le Air Lift Group (en), la Surveillance and Response Group (en), le Combat Support Group (en) et l'Aerospace Operational Support Group (en). Chaque groupe est constitué de plusieurs escadrilles. La RAAF a actuellement dix-sept escadres, quatre escadres de combat, deux escadres de patrouilles maritimes, cinq escadres de transport, cinq escadres d’entraînement (incluant trois Operational Conversion Unit (en)) et une escadre de système de détection et de commandement aéroporté, qui sont actuellement en formation. Un grand nombre d'unités de soutien au sol appuient ces escadres volantes, dont trois escadres d'appui expéditionnaires de combat, trois escadres de défense de terrain d'aviation (en) et de communication, des radars et des unités médicales.
L'armée de l'air australienne est équipée actuellement de F/A-18 et de F-111.

## Logistique

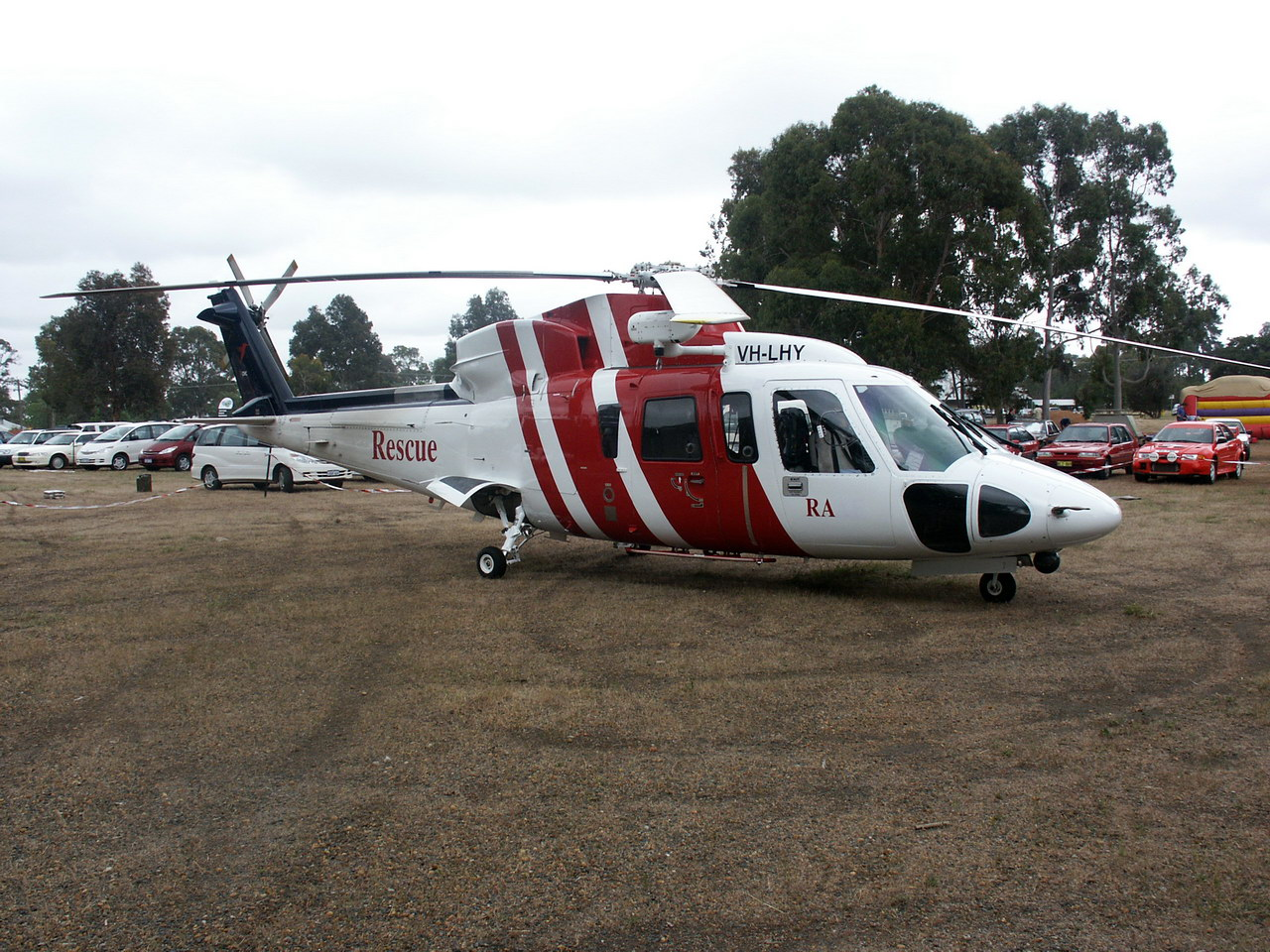
Un appareil de CHC Helicopter employé pour les opérations de recherche et de sauvetage de la RAAF

La logistique de l'ADF est gérée par le Defence Material Organisation (organisation du matériel de défense) et le Joint Logistics Command (commandement logistique combiné). Le DMO fut créé en 2000 à la suite de la fusion du Support Command Australia avec le Defence Acquisition Organisation and National Support Division du département de la défense. Le DMO achète tous les équipements et services utilisés par l'ADF et est responsable de leur maintenance durant leur carrière. Le DMO ne fournit pas directement les unités déployées, ceci étant la responsabilité du Joint Logistics Command et des unités de logistique de chaque armée. Ces unités incluent les bateaux de ravitaillement de la marine, la 17e brigade de soutien de combat ainsi que des bataillons de soutien, et le Combat Support Group (en) de la RAAF.
Le rôle croissant du secteur privé est une tendance importante de l'organisation logistique de l'ADF. Dans les années 1990, beaucoup de fonctions de soutien de l'ADF furent transférées au secteur privé pour améliorer leur efficacité. Depuis ces réformes, la plupart du soutien des garnisons dans les bases militaires est fourni par des sociétés militaires privées. Les réformes ont abouti au démantèlement ou à la réduction des unités logistiques de l'ADF. Ces sociétés privées sont de plus en plus employées pour donner un soutien critique aux unités déployées à l'extérieur de l'Australie. Ce soutien inclut des équipements de transport, du personnel, ainsi que la construction et la maintenance des bases. L'utilisation de sociétés privées par l'ADF n'est pas aussi intensive que celle de l'armée des États-Unis ou du Royaume-Uni, cependant, ce qui implique qu'il reste des opportunités pour une plus grande externalisation.

## Renseignement

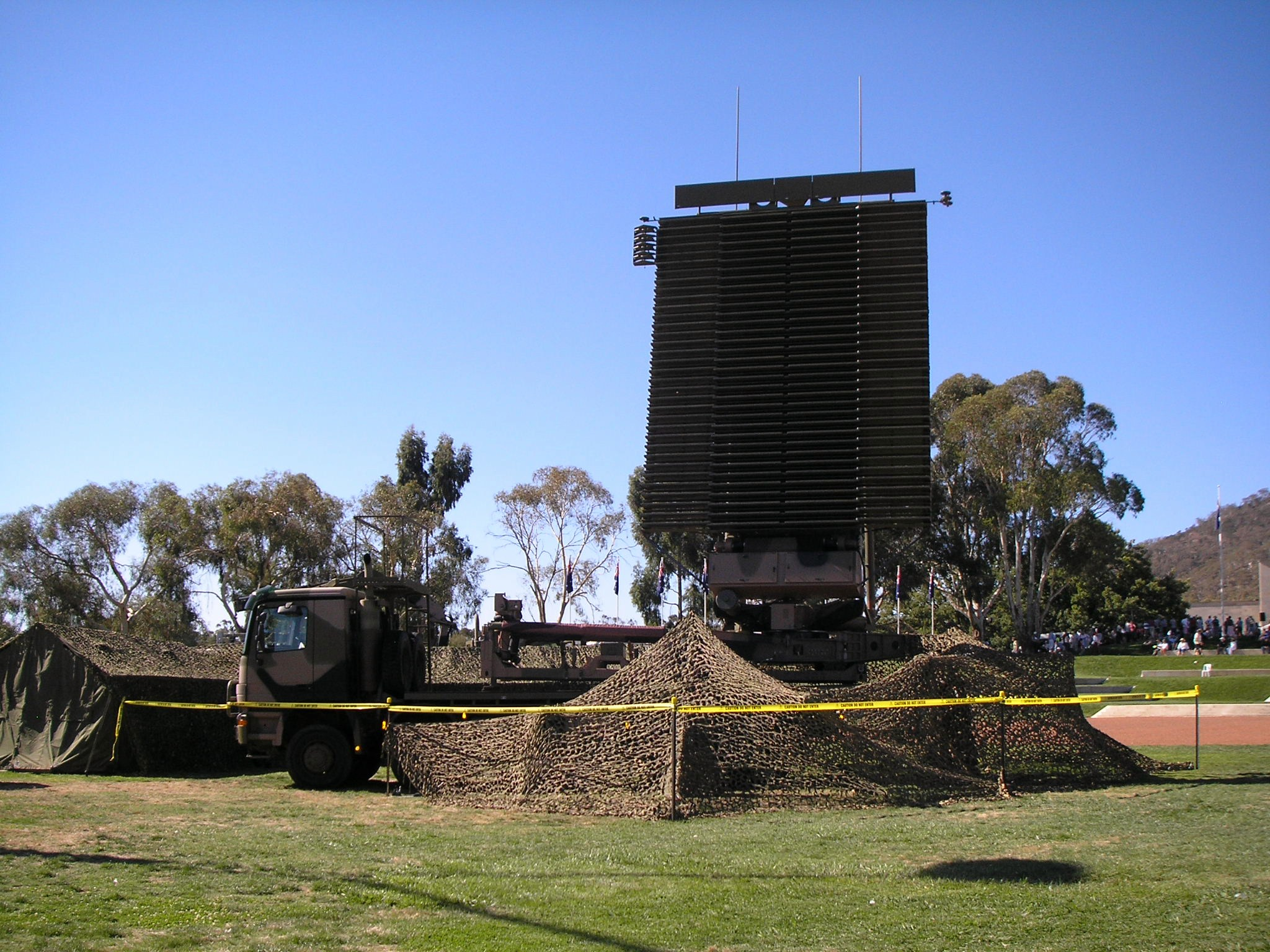
Un des radars AN/FPS-117 mobiles de la RAAF

Les capacités de collecte et d'analyse du renseignement de l'ADF incluent chaque unité de renseignement de chaque armée, deux agences civiles et militaires combinées de différentes disciplines d'analyse du renseignement et deux organisations d'analyse du renseignement au niveau stratégique et tactique.
Chacune des trois armées a son propre service de renseignement. La doctrine de la marine énonce que « toutes les unités maritimes » contribuent à la collecte du renseignement des transmissions électroniques. Les sous-marins de classe Collins sont particulièrement actifs dans ce rôle. Les unités de renseignement de l'Armée de terre incluent le premier bataillon de renseignement, le 7e régiment de signaux (guerre électronique), trois unités de la force de surveillance régionale et le régiment du Special Air Service (en). Les unités de renseignement de la RAAF incluent le radar trans-horizon de Jindalee, et les autres radars anti-aériens, les avions P-3 Orion et RF-111 de l'escadron 87 de la RAAF (en).
Le Defence Intelligence and Security Group (en) du département de la défense soutient les armées. Ce groupe est composé du :
- Defence Imagery and Geospatial Organisation (en) (DIGO),
- Defence Signals Directorate (DSD),
- Defence Intelligence Organisation (DIO).

Le DIGO est responsable du renseignement geospatial et de la production de cartes pour l'ADF, le DSD est l'agence de renseignement électronique, et le DIO est responsable de l'analyse des renseignements collectés par les autres agences. Le DIO et le centre de renseignements de l'état-major (Joint Operations Intelligence Centre) analysent et redistribuent les renseignements aux sections concernées de l'ADF et du gouvernement australien.

## Personnel

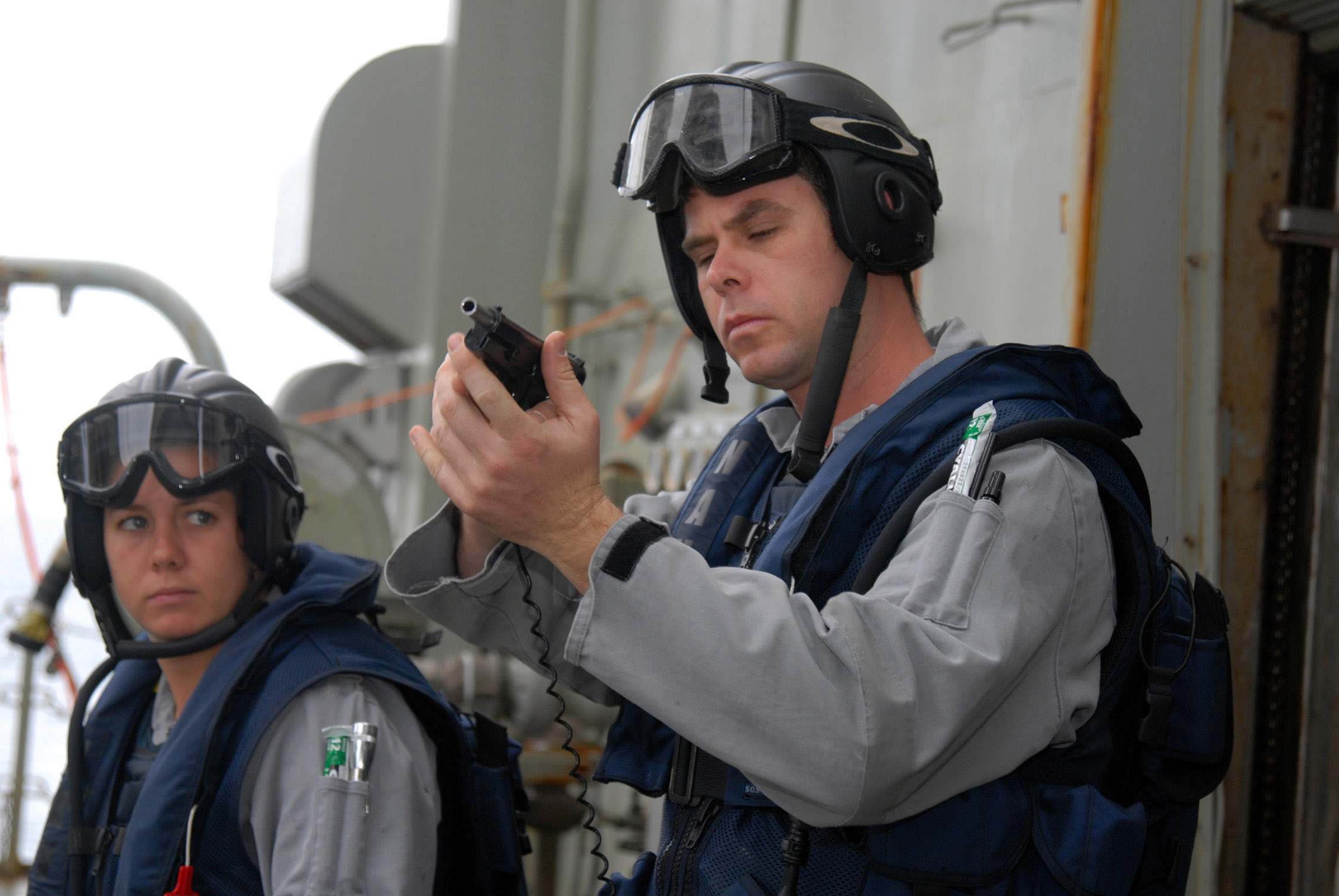
Deux membres de l'équipe d'embarquement de la RAN se préparent pour un exercice en 2007

L'armée australienne est une armée d'engagés volontaires depuis l'abolition de la conscription en 1972. Les femmes et les hommes peuvent s'enrôler dans l'ADF, quoiqu'il y ait quelques restrictions pour les femmes qui veulent le faire. Les recrues doivent être citoyens australiens ou résidents permanents pouvant acquérir la citoyenneté australienne. L'âge minimum pour les recrues est de 17 ans et l'âge de la retraite est de 60 ans pour le personnel permanent et 65 ans pour les réservistes.

### Effectif
Durant la Seconde Guerre mondiale, l'effectif maximal a été de 680 000 militaires.
Pendant l'année fiscale 2006-2007, l'ADF a disposé en moyenne de 51 447 militaires d'active à plein temps et de 19 562 militaires de réserve à temps partiel. L'armée de terre dispose du plus grand effectif, suivie par la l'armée de l'air et la marine. Pendant la même période, l'ADO employait aussi une moyenne de 14 516 fonctionnaires civils et 810 fournisseurs professionnels.
- Air Force
- Army
- Navy

| Arme   | Permanents | Réservistes | Total  |
| ------ | ---------- | ----------- | ------ |
| Marine | 12 690     | 1 730       | 14 420 |
| Terre  | 25 525     | 15 413      | 40 938 |
| Air    | 13 289     | 2 419       | 15 708 |
| Total  | 51 447     | 19 562      | 71 009 |

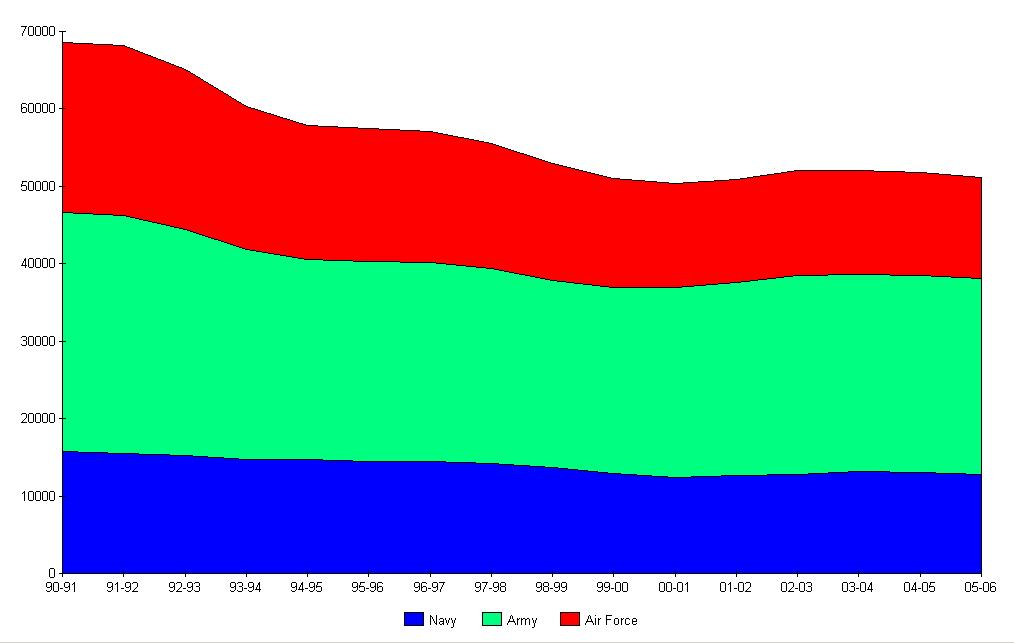
Effectif moyen des armées entre 1990 et 2006.
Air Force
Army
Navy

Dans le cadre de la politique actuelle du gouvernement, l'armée doit atteindre un effectif de 57 000 personnes, ce qui nécessite environ 6 500 engagés chaque année. Bien que l'ADF ait vu ses effectifs diminuer de 891 personnes entre les années 2003-2004 et 2005–2006, l'armée a augmenté son personnel de 361 unités en 2006-2007. Pendant l'année fiscale 2006-2007, l'ADF a engagé 4 955 permanents et 2 893 réservistes. Ces nombres sont en dessous des objectifs de recrutement et représentent 84 % des objectifs de recrutement des forces permanentes, et 89 % des objectifs de réservistes. Ceci représente cependant une augmentation par rapport à l'année fiscale 2006-2007 (84 % et 77 % respectivement). Pendant l'année 2006-2007, 11,2 % du personnel de l'ADF a quitté l'armée.
L'armée souffre de sérieux problèmes de recrutement dans certaines catégories de personnel qualifié. La marine et l'Armée de terre ont besoin de personnel médical, d'ingénieurs, de traducteurs et de techniciens qualifiés. L'armée de l'air indique qu'elle n'a pas besoin de personnel. Le peu de chômage sur le marché du travail civil est une des causes de ces manques. La haute disponibilité de l'ADF en est une autre, les fréquents déploiements à l'étranger brisant les vies de famille, ce qui est une raison classique de l'abandon de carrières militaires.
Le gouvernement a introduit de nouvelles mesures politiques de recrutement pour réduire le taux de démission dans l'armée. Ces mesures incluent des réformes pour accélérer le processus de recrutement, un assouplissement des critères de recrutement et l'introduction de bonus pour les personnes en position critique avec des compétences importantes. Le budget fédéral 2007-2008 prévoit aussi un budget en hausse pour présenter l'armée comme un emploi alternatif et attirer des apprentis vers l'armée. En juin 2007, le chef de l'armée de l'air, le Marshal Houston, a répondu à une enquête du Sénat australien que ces réformes ont apparemment augmenté le nombre de recrues qui s'engagent dans l'ADF. Ces engagements supplémentaires ont causé quelques difficultés cependant, les centres de recrutement et d'entrainement étant trop petits pour accueillir un aussi grand nombre de recrues.

### Entrainement
L'entrainement individuel des hommes et des femmes est en général assuré par des établissements de formation propres à chaque armée. Chaque armée a son organisme de formation qui assure cette formation individuelle. À l'heure actuelle toutefois, autant que faire se peut, cette formation est fournie par des écoles interarmées.
Les établissements de formation sont le Creswell pour la marine, le collège militaire royal de Duntroon pour l'Armée de terre et l'École de formation des officiers des bases aériennes Williams pour l'armée de l'air. L'Académie militaire d'Australie est une université interarme pour les cadets de tous les services qui souhaitent une formation universitaire via l'armée. Les recrues de la marine sont entraînées sur le Cerberus, les recrues de l'Armée de terre au centre d'entrainement de Kapooka (en) et celles de l'armée de l'air sur la base de la RAAF de Wagga.

### Les femmes dans l'armée

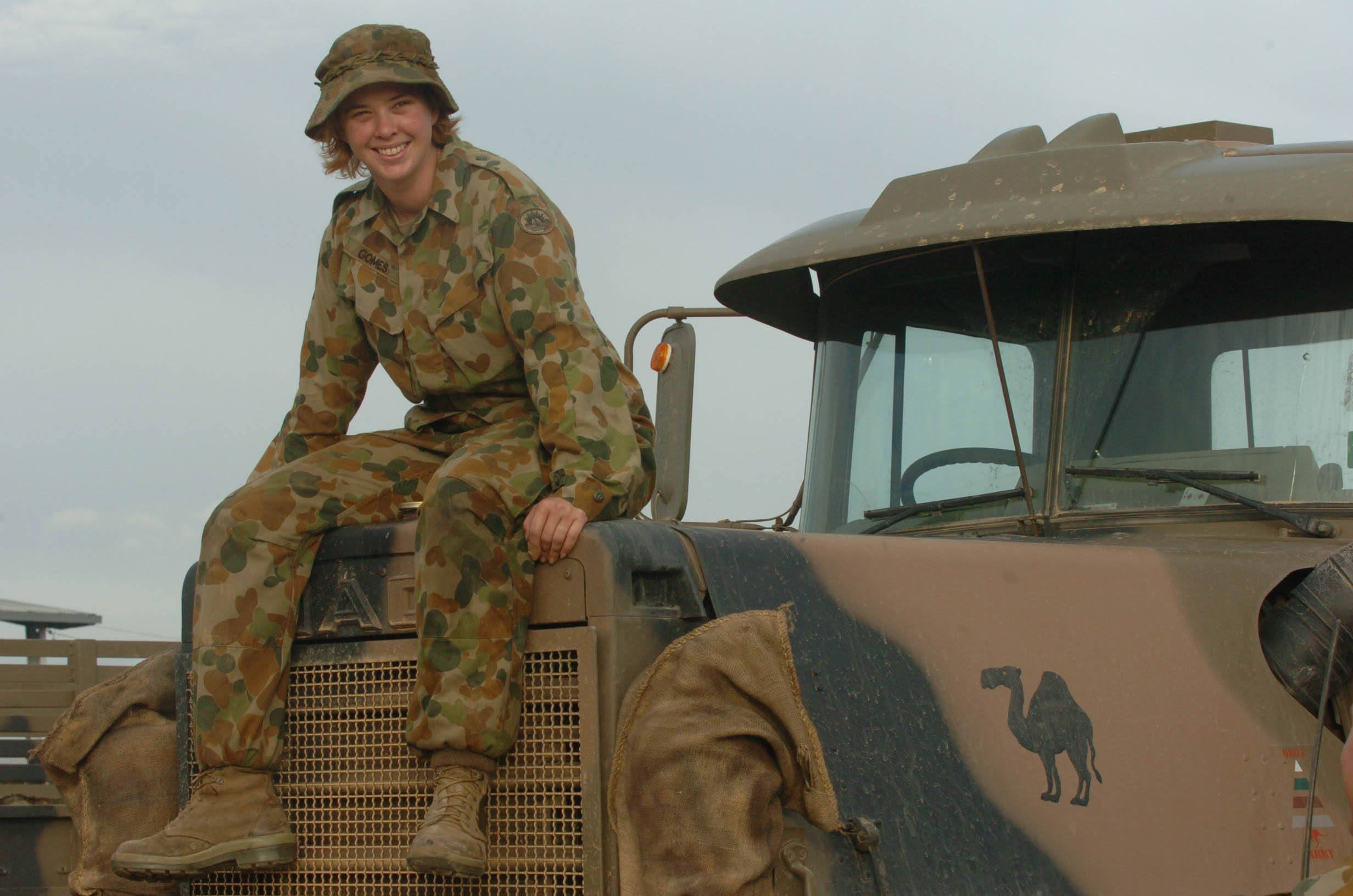
Une membre du de transport de l'Armée de terre avec son camion

Les femmes sont arrivées dans l'armée australienne pendant la Seconde Guerre mondiale quand chaque armée établit une branche féminine séparée. L'armée de l'air est alors la première armée à intégrer complètement les femmes dans des unités opérationnelles en 1977, l'Armée de terre et la marine la suivant en 1979 et 1985 respectivement. L'ADF a eu des problèmes pour cette intégration à l'origine, celle-ci étant due à un changement des valeurs sociales australiennes et à la législation gouvernementale, plus qu'à un changement d'attitude dans une armée dominée par des hommes.
Le nombre de postes ouverts aux femmes dans l'ADF a augmenté au cours du temps. Bien que les femmes-soldats fussent interdites au début pour des postes de combats, ces restrictions ont été levées en 1990. En 2006, environ 97 % des catégories d'emploi dans l'ADF étaient disponibles aux femmes comme aux hommes. Les seuls postes dans lesquels les femmes sont interdites sont ceux où il y a une forte probabilité de combat au corps à corps, ce qui inclut tous les postes d'infanterie. En conséquence, alors que tous les postes de la marine et de l'armée de l'air sont ouverts aux femmes, elles sont exclues d'une forte proportion des postes de l'Armée de terre.
En dépit de l'augmentation du nombre de postes réservés aux femmes, il n'y a eu qu'une petite augmentation du personnel permanent féminin. Pendant l'année fiscale 1989-1990, les femmes occupaient 11,4 % des postes permanents de l'ADF. Pendant l'année fiscale 2005-2006, elles en occupaient 13,3 %, et 15,6 % des postes de réserve. Pendant la même année, la proportion de postes civils rempli par des femmes dans l'Australian Defence Organisation a augmenté de 30,8 % a 40,3 %. Le pourcentage de femmes dans l'emploi civil ayant augmenté d'environ 41 % à 45 % entre juin 1989 et juin 2006. Le ministre de la défense actuel, Joel Fitzgibbon, a donné des instructions à l'armée pour insister sur le recrutement des femmes et la levée des barrières qui les empêchent d'atteindre des postes élevés,.

## Budget de la défense

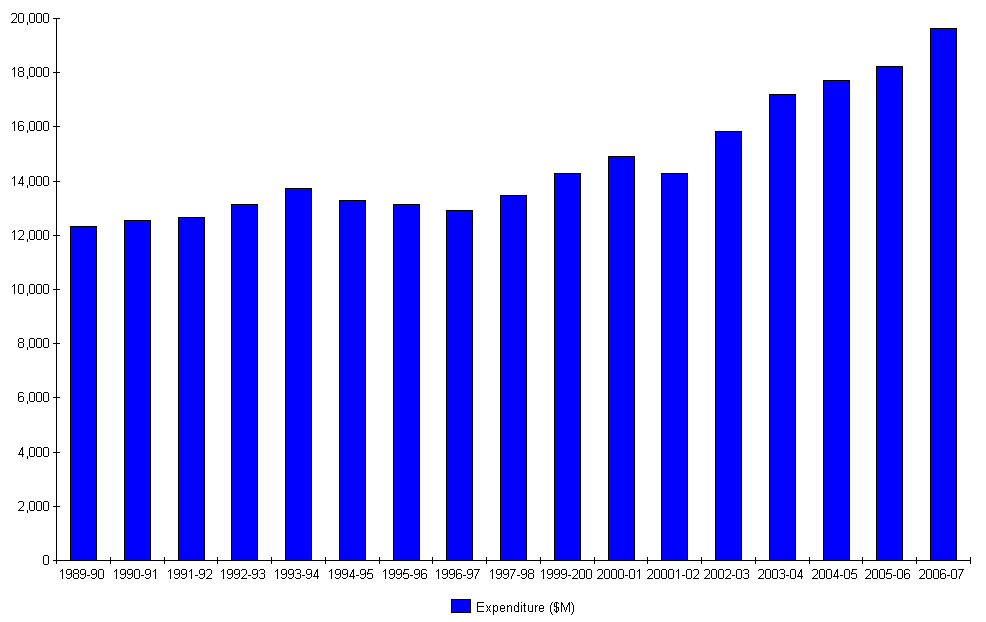
Dépenses pour la défense australienne entre 1989–90 et 2006–2007 en dollars 2004–2005 constants

Le gouvernement australien a alloué 22 milliards de dollars australiens à son armée pour l'année fiscale 2007-2008, ce qui représente environ 2 % du PNB australien et 9,3 % des dépenses du gouvernement prévues pour l'année fiscale 2007-2008. Lors du vote du budget 2006-2007, le gouvernement avait annoncé qu'il continuerait d'augmenter le budget de l'armée d'au moins 3 % chaque année jusqu'en 2015-2016. Le parti travailliste australien avait lui promis, durant la campagne des élections fédérales de 2007, de maintenir le niveau de dépense militaire s'il était élu, ce qui est arrivé. Pour l'année fiscale 2010-2011, le budget adopté est de 25,7 milliards de dollars australien (23 milliards de dollars US) soit une hausse de 5,3 % par rapport à l'année 2009-2010.
En termes relatifs, le pourcentage du PNB consacré au budget de la défense australienne est plus élevé que celui de la plupart des nations occidentales, mais plus petit que celui des voisins les plus gros de l'Australie. Cependant, comme le PNB de l'Australie est plus élevé, celle-ci dépense en fait plus pour sa défense en dollars.
Le 2006-16 Defence Capability Plan (DCP, « plan de capacité de défense 2006-16 ») identifie les besoins de l'ADF dans les prochaines années. Ceux-ci ont une valeur totale de 51 milliards de dollar australiens au moment de la publication de ce plan.
Le plus grand projet du DCP est le remplacement des avions de combat de la RAAF (presque certainement jusqu'à cent avions F-35 Lightning II), le projet de destroyer air-mer, le projet de remplacement de la totalité des avions de patrouille maritimes de l'armée de l'air et des hélicoptères anti-sous-marins de la marine, le remplacement de l'ensemble de la flotte de véhicules de l'ADF et l'achat de deux Landing Helicopter Docks de classe Canberra. D'autres achats significatifs du DCP incluent l'achat d'hélicoptères de transport MRH-90 pour l'Armée de terre et la marine et des tanks M1A1 Abrams pour équiper le seul régiment blindé de l'ADF.
L'ADF a aussi prévu l'achat d'équipement que le DCP ne fournira pas. Ceux-ci incluent l'acquisition de vingt-quatre avions de chasse F/A-18F Super Hornet, quatre avions de transport C-17 Globemaster III et l'équipement nécessaire pour implémenter l'initiative "Hardened and Networked Army" (armée durcie en réseau). L'ADF a enfin commencé une réflexion relative aux successeurs des sous-marins de la classe Collins à l'horizon de 2030 puis de 2040, après le revirement inhérent à l'accord AUKUS.

## Équipement

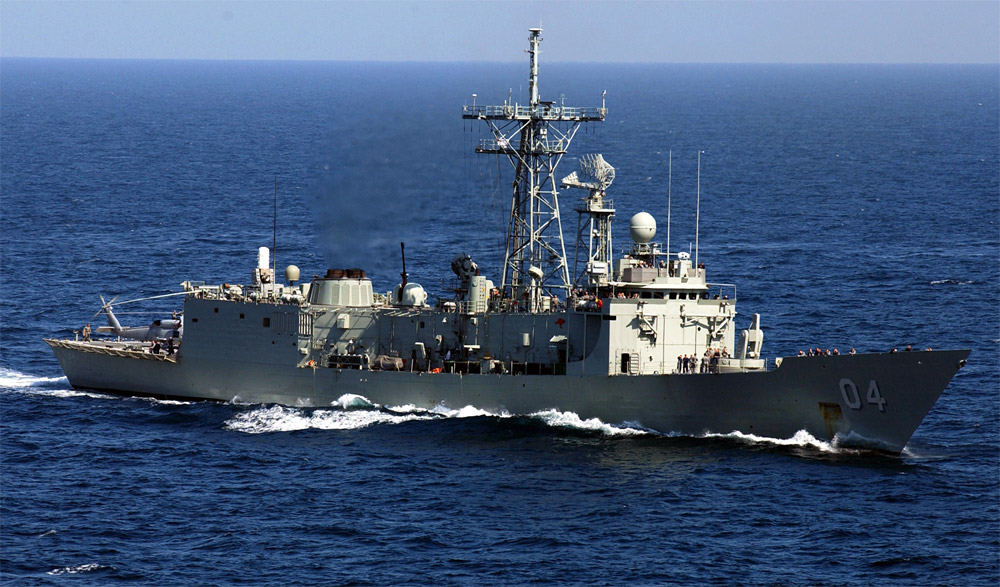
La frégate de classe Adelaide HMAS Darwin

Alors que l'armée australienne se veut une armée de haute technologie, la plupart de son équipement est dans les années 2000 en train de devenir obsolète et il est prévu de le remplacer ou de le mettre à jour dans un futur proche. L'Australie ne possède pas d'armes de destruction massive et a ratifié la Convention sur l'interdiction des armes biologiques, la Convention sur l'interdiction des armes chimiques et le traité sur la non-prolifération des armes nucléaires.
Bien que la plupart des armes de l'ADF ne soient utilisées que par une seule armée, l'accent est mis de plus en plus sur le partage des armes. Les trois armées utilisent les mêmes armes de poing : le FN Herstal 35 est le pistolet standard de l'ADF, le fusil Thales F90, le F89 Minimi le fusil d'assaut, le FN Herstal MAG-58 la mitrailleuse, et le Browning M2HB la mitrailleuse lourde.
La marine australienne possède un grand nombre de vaisseaux et sous-marins. Ses douze frégates en sont les bâtiments les plus importants. Les quatre frégates de classe Adélaïde (qui sont en train d'être mises à jour) constituent la capacité offensive de surface de la marine, alors que les huit frégates de classe Anzac font de l'escorte générale. La marine australienne dispose de six sous-marins de classe Collins. Ceux-ci seront remplacés à l'horizon 2040 par des sous-marins nucléaires d'attaque de provenance américaine, suivant la mise en œuvre de l'AUKUS. Il y a aussi quatorze patrouilleurs Armidale pour sécuriser les frontières et les zones de pêche dans les eaux de l'Australie du nord. La composante amphibie de la marine compte deux embarcations de débarquement de classe « Kanimbla », le Tobruk (en) retiré le 31 juillet 2015, six embarcations de débarquement lourdes Balikpapan. Le service de déminage a six démineurs de classe Huon, dont deux sont affectés comme patrouilleurs et trois sont des démineurs auxiliaires. Un pétrolier auxiliaire, un navire de ravitaillement, et six vaisseaux les soutiennent. Les forces aériennes de la marine australienne possède 35 hélicoptères actifs. 11 SH-2G Super Seasprites ont été commandés en plus en 2001, mais le projet de mise en service de ces hélicoptères a échoué à cause de problèmes techniques et a été annulé en mars 2008.

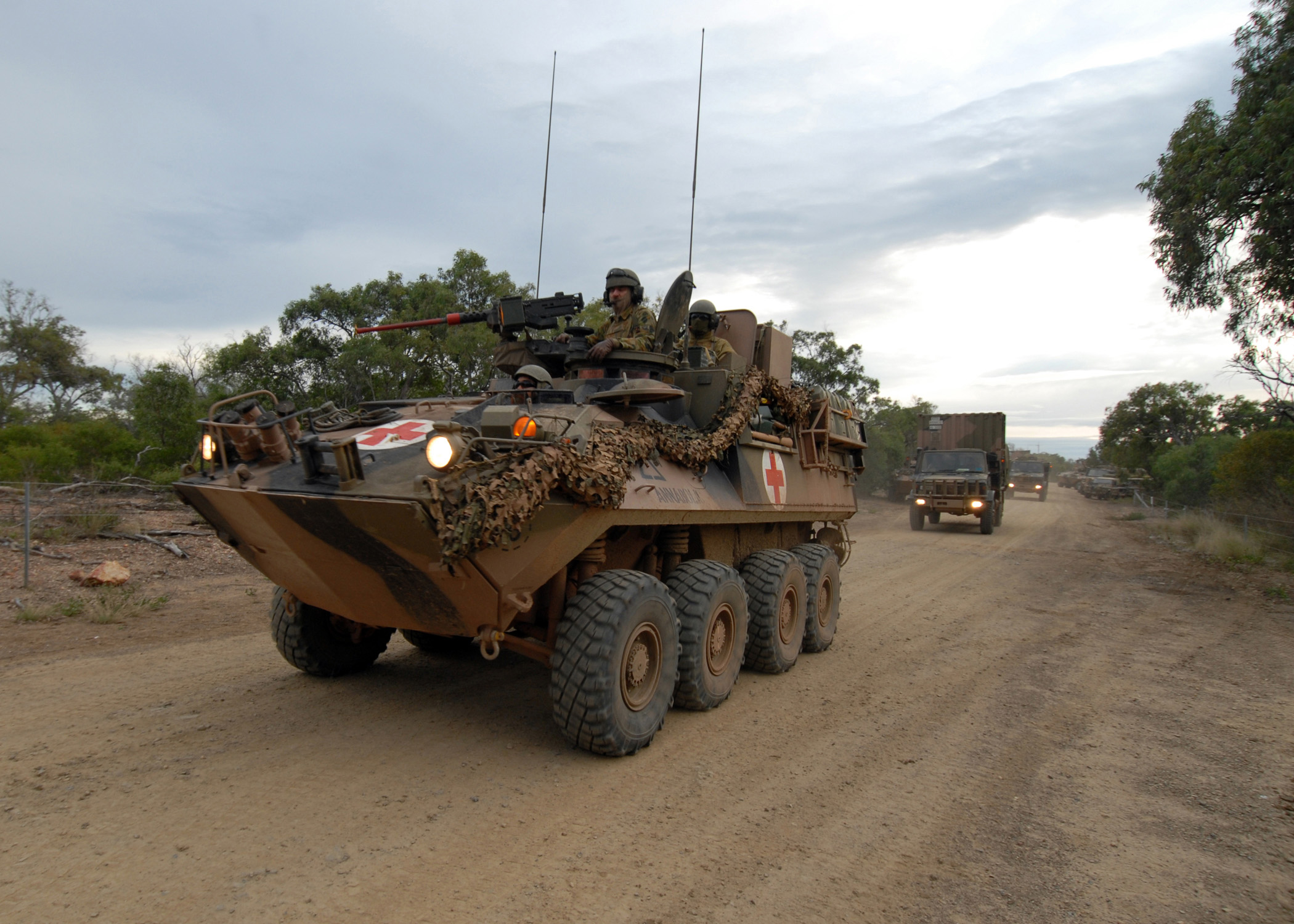
Un ASLAV menant une colonne de véhicules militaires

L'armée de terre est principalement une force d'infanterie légère. Son équipement inclut une quantité substantielle de véhicules blindés et d'artillerie. De plus, l'armée est en train de mettre en service d'autres véhicules blindés dans le cadre du programme « Armée durcie et mis en réseau ». Les unités blindées, mécanisées et motorisées sont équipées jusqu'en juillet 2024 de 59 chars M1A1 Abrams remplacés à partir de cette date par 75 M1A2 Abrams, en 2004, de 700 véhicules de transport de troupe M113 (dont 350 doivent être mis à jour) et 257 véhicules de reconnaissance blindés ASLAV (en). 693 véhicules de transport Bushmaster sont en train d'être mis en service (dont 12 utilisés par la RAAF) en 2007. L'artillerie de l'Armée de terre se compose en 2004 de 349 canons tractés de 105 mm, 36 howitzers de 155 mm, 296 mortiers de 81 mm et 30 missiles sol-air RBS 70. L'Australian Army Aviation (en) est équipée, en 2007, de 91 hélicoptères, dont 14 des 22 hélicoptères de reconnaissance Eurocopter Tiger commandés, et des nouveaux hélicoptères de transport MRH-90, ces appareils européens devant être remplacés à la fin des années 2020 par des engins américains.

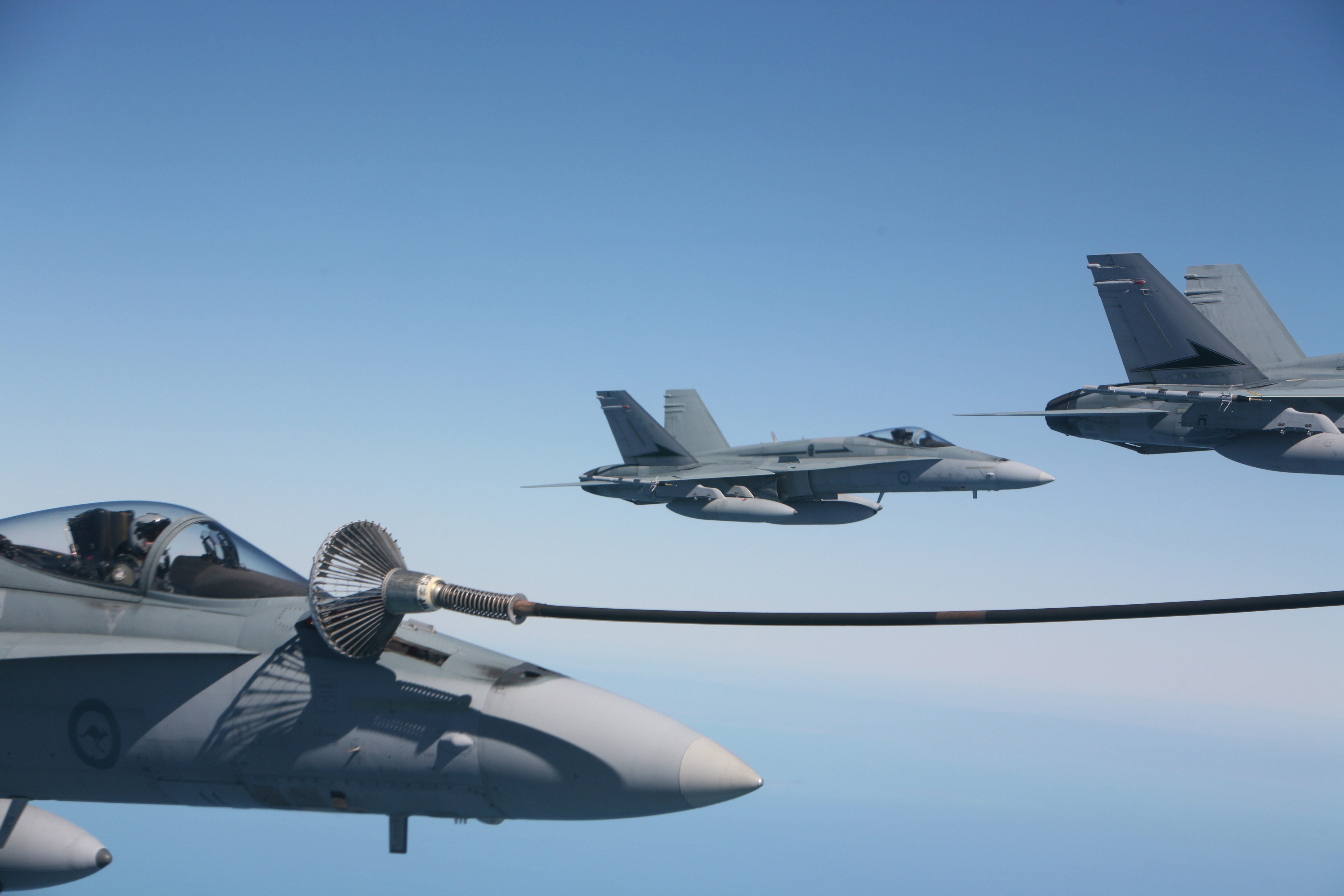
F/A-18 Hornet se ravitaillant à partir d'un Boeing 707

L'armée de l'air australienne met en opération des avions de combat, de surveillance maritime, de transport et d'entrainement. Les avions de combat ont compris [Quand ?] 19 bombardiers General Dynamics F-111 Aardvark retiré en décembre 2010 et 71 chasseurs F/A-18 Hornet. Les patrouilles maritimes sont équipées de 19 avions AP-3C Orion récemment mis à jour. La capacité de transport est constituée de 24 C-130 Hercules, 14 DHC-4 Caribou et 4 C-17 Globemaster III. Deux Globemasters de plus ont été commandés et seront livrés en mars 2008. L'armée de l'air dispose de trois Bombardier Challenger et de deux Boeing 737 pour le transport de personnalités. Cinq ravitailleurs KC-30B sont introduits en 2009. La RAAF possède aussi 67 Pilatus PC-9, 33 Hawk 127 et huit Beechcraft B300 King Air comme avions d'entrainement. La RAAF a commandé six Boeing 737 AEW&C avec une option d'un appareil qui sont prévus pour entrer en service en 2009, mais ne seront pas pleinement opérationnels avant 2010. 24 F/A-18F Super Hornets ont aussi été commandés pour éviter un vide entre le moment de la mise à la retraite des F-111 en 2010, et l'arrivée alors prévue des F-35 en 2013.
L'armée australienne va commander des Black Hawk pour remplacer ses MRH90, version locale des Caïmans de l'armée française.

## Bases actuelles

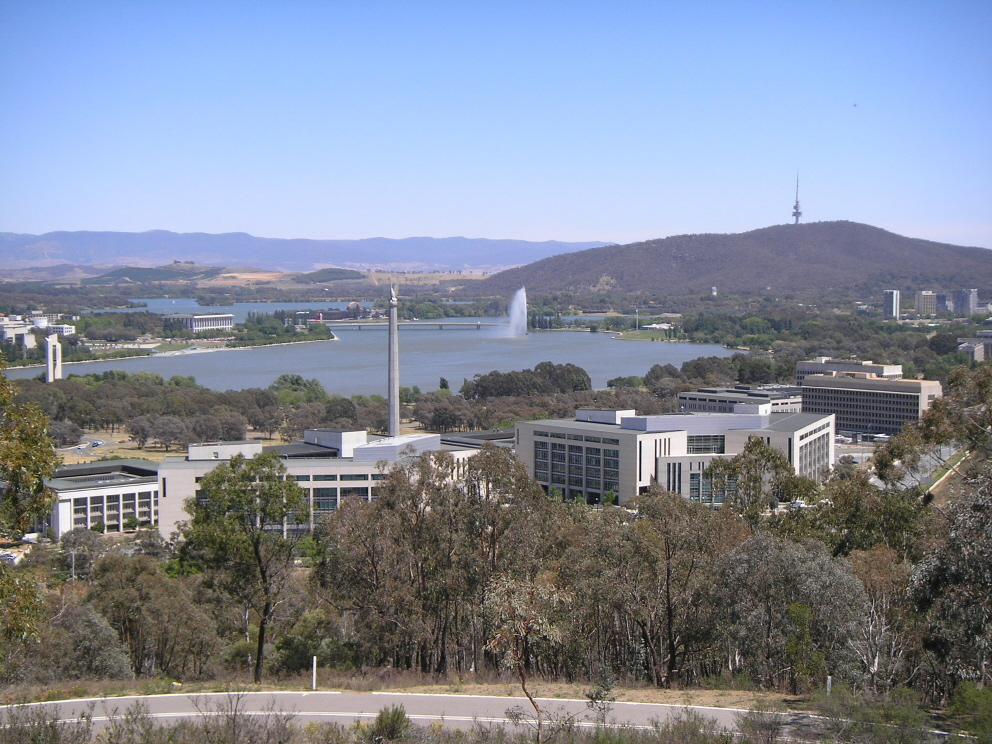
Le quartier-général et les bureaux du département de la défense sont situés dans le Russell Offices à Canberra.

L'ADF maintient des bases dans tous les États et territoires de l'Australie. Bien que la plupart des unités permanentes de l'armée soient basées en Territoire du Nord, la majorité de la marine et de l'armée de l'air est basée près de Sydney, Brisbane et Perth. Peu de bases sont partagées par les différentes composantes de l'ADF. La seule base permanente en dehors de l'Australie est la base aérienne de Butterworth en Malaisie.
Les quartiers généraux administratifs de l'ADF et des trois armées sont situés à Canberra avec les principaux bureaux du ministère de la défense, du Defence Materiel Organisation et ceux provisoires du Joint Operations Command (JOC). Le JOC et les autres QG opérationnels seront transférés à Bungendore, en Nouvelle-Galles du Sud dans le cadre du projet Headquarters Joint Operations Command.
La marine possède deux bases : la base navale de Kuttabul à Sydney et base navale de Stirling à proximité de Perth. Les quartiers généraux de la marine (Fleet Headquarters) sont situés à côté de la base de Kuttabul. La majorité des patrouilleurs de la marine sont basés à la base navale de Coonawarra à Darwin, tandis que le reste et la flotte est à base navale de Cairns à Cairns, au Queensland. L'aéronavale est basée à HMAS Albatross près de Nowra, en Nouvelle-Galles du Sud.
Les unités régulières de l'Armée de terre sont concentrées dans un petit nombre de bases, la plupart situées dans les états du nord de l'Australie. Le quartier-général opérationnel de l'armée, Land Command, est situé à Victoria Barracks (en) à Sydney. La plupart des éléments des trois brigades de l'armée sont basés à Robertson Barracks (en) près de Darwin, Lavarack Barracks à Townsville, au Queensland et Gallipoli Barracks (en) à Brisbane. Le quartier-général de la Deployable Joint Force (Land) est aussi à Gallipoli Barracks. D'autres bases importantes incluent le Army Aviation Centre (en) près de Oakey (en), au Queensland, Holsworthy Barracks (en) près de Sydney, Woodside Barracks (en) près d'Adélaïde, en Australie-Méridionale et Campbell Barracks (en) à Perth. Des dizaines de dépôts de la Réserve australienne sont dispersés à travers l'Australie.
L'armée de l'air maintient un certain nombre de bases aériennes, dont trois utilisées seulement de manière occasionnelle. Le quartier-général opérationnel de la RAAF, Air Command (en), est situé à la base RAAF de Glenbrook (en) près de Sydney. Les avions de combat sont distribués aux bases d'Amberley près d'Ipswich, au Queensland, Tindal (en) près de Katherine dans le Territoire du Nord et Williamtown près de Newcastle, Nouvelle-Galles du Sud. Les avions de patrouille maritime de la RAAF sont basés à la base RAAF d'Edinburgh (en) près de Adélaïde et la plupart de ses avions de transport sont basés à la base RAAF de Richmond à Sydney. La majorité des avions d’entraînement sont basés à la base RAAF de Pearce (en) près de Perth, les autres étant à la Base RAAF de Sale est (en) près de Sale, au Victoria et à la Base RAAF de Williamtown. La RAAF maintient aussi un réseau de bases en Territoire du nord pour les opérations en Australie du nord. Ces bases incluent la base RAAF de Darwin, la base RAAF de Townsville (en) et trois 'bases nues' (en) au Queensland et en Australie-Occidentale.

## Responsabilités nationales

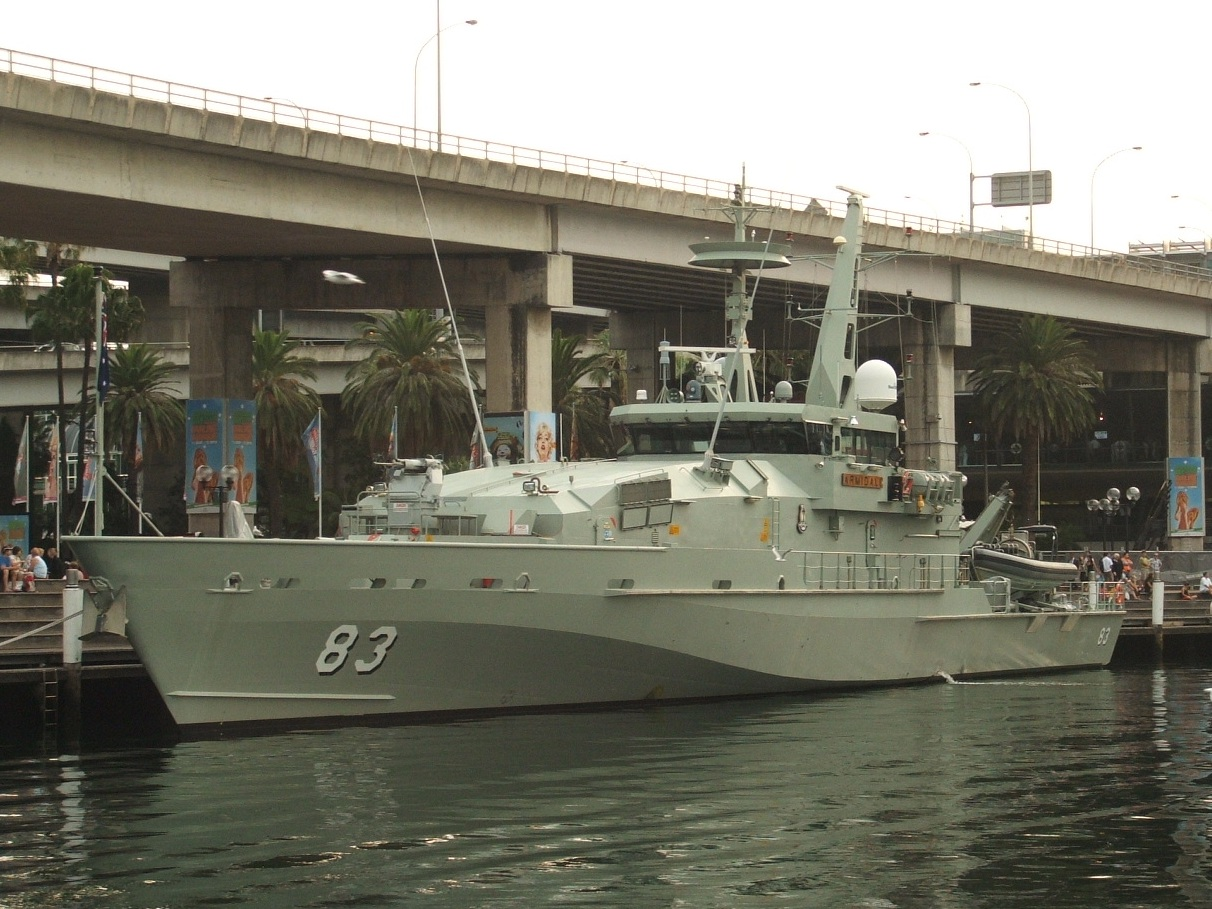
14 patrouilleurs "Armidale" de la marine sont principalement utilisés pour des tâches de patrouille de pêche et de frontières

L'ADF a un certain nombre de responsabilités nationales. Dans la plupart de ces tâches l'ADF soutient les autorités civiles appropriées. Ces responsabilités sont typiquement entreprises par les éléments spécialisés de l'ADF, quoique les éléments de combat des services puissent être déployés dans l'Australie en réponse aux cas d'urgences majeures.
L'ADF apporte une contribution significative à la sécurité maritime de l'Australie. Les bateaux, les avions et les Unités des Forces de surveillance régionales (en) de l'ADF conduisent les patrouilles d'Australie du Nord en accord avec le Service des douanes australiennes (en). Cette opération, dont le nom de code est Opération Resolute (en), est commandée par la Border Protection Command (en) qui est conjointement équipée par les membres de l'ADF et des douanes. Environ 450 personnes ont été assignées a l'opération Resolute en juillet 2007.
Tandis que l'ADF n'a pas de rôle significatif de « Nation building », elle fournit l'aide aux communautés australiennes indigènes éloignées. Depuis 1996 l'Armée a régulièrement déployé des unités d'ingénieurs pour aider des communautés éloignées. Conformément à ce programme, un seul escadron du génie travaille avec une communauté pendant plusieurs mois chaque année pour mettre à jour son infrastructure et fournir de la formation. L'ADF a aussi pris part à l'intervention dans les communautés indigènes autonomes éloignées du nord depuis fin juin 2007. Elle fournit un appui logistique au groupe de travail de réponse de cas d'urgence du Territoire du Nord (en) et a aidé à évaluer les besoins des communautés.
L'ADF partage la responsabilité antiterroriste avec les forces de maintien de la paix civiles. D'après le plan antiterroriste national australien, la police d'État et des Territoires et les services de secours ont la responsabilité principale de répondre à n'importe quels incidents terroristes sur le territoire australien. Si une menace terroriste ou les conséquences d'un incident sont au-delà de la capacité des autorités civiles, l'ADF peut être "appelée (en)" pour fournir le soutien. Pour atteindre ses objectifs en matière de responsabilités contre-terroristes, l'ADF maintient deux unités d'élite, les Groupes d'assaut tactiques (en), un Incident Response Regiment (en) et une force de réaction rapide est présente dans chacune des équipes de la réserve militaire et du 1er régiment de commando (en). Tandis que ces forces fournissent une capacité contre-terroriste substantielle, l'ADF ne considère pas la sécurité domestique comme faisant partie de son « cœur de métier ».

## Relations avec les armées étrangères

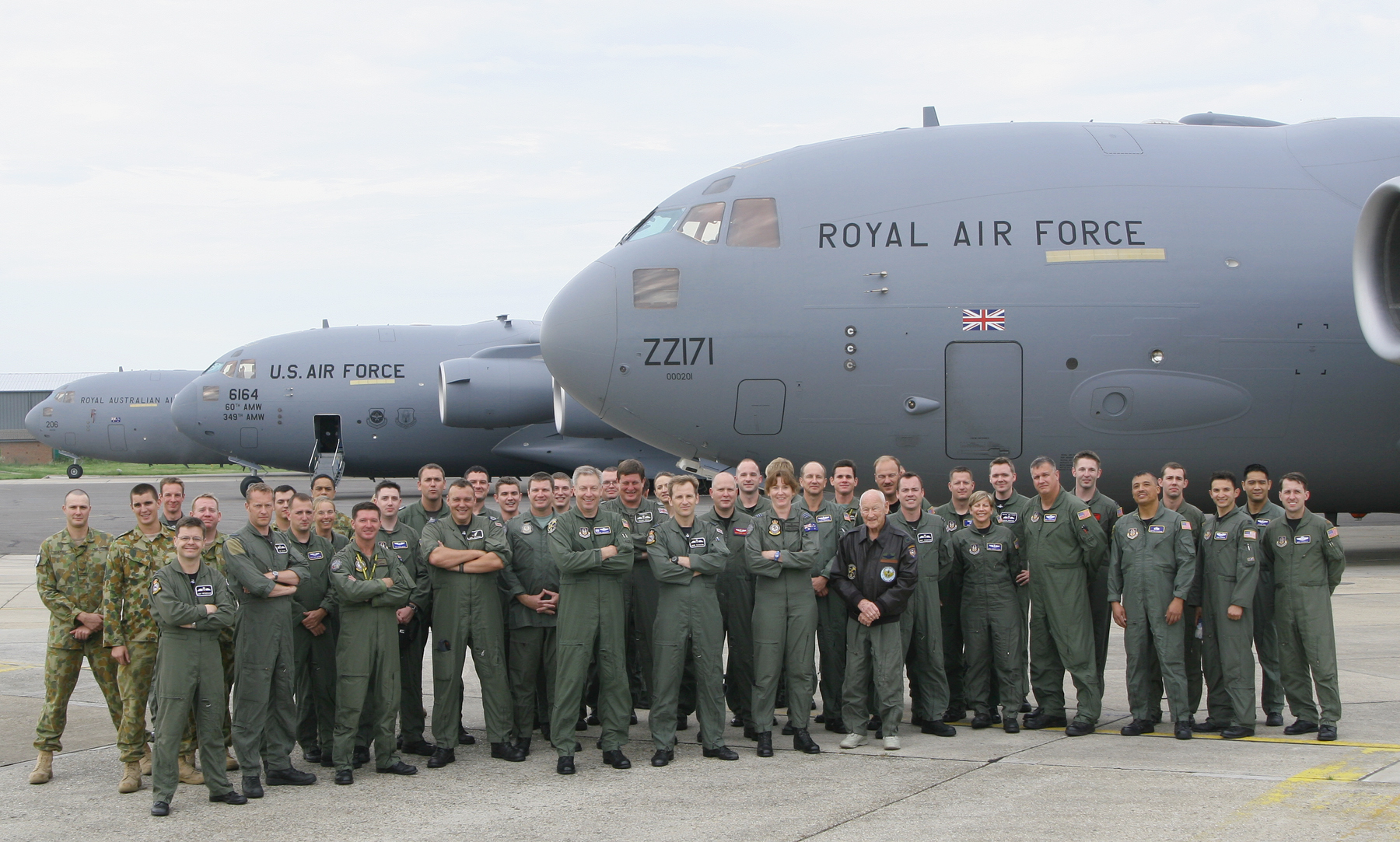
C-17 Globemasters australien, britannique et américain et équipages en Grande-Bretagne pendant 2007.

L'Australian Defence Force coopère avec des armées de par le monde. Les accords militaires formels de l'Australie comprennent :
- l'ANZUS avec les États-Unis,
- le Programme de Défense de proximité avec la Nouvelle-Zélande,
- les accords de défense des cinq Puissances avec la Malaisie, Singapour, la Nouvelle-Zélande et le Royaume-Uni[125].

L'Australie développe actuellement des liens de sécurité plus renforcés avec le Japon. Les activités de l'ADF conformes à ces accords incluent la participation à une planification commune, le partage de renseignements, des échanges de personnel, des programmes de standardisation d'équipement et des opérations communes. L'Australie est aussi membre de l'UKUSA un organisme de partage de renseignements.
Deux pays, Singapour et les États-Unis, maintiennent des effectifs militaires en Australie. Deux escadrons d’entraînement de pilotes de l'armée de l'air singapourienne sont basés en Australie: l'escadron 126 à la base aérienne d'Oakey au Queensland et l'escadron 130 à la base aérienne Pearce, au nord de Perth en Australie-Occidentale. L'armée singapourienne utilise aussi le secteur d’entraînement de l'armée de Shoalwater Bay au Queensland pour des exercices annuels à grande échelle. Deux bâtiments de renseignements des États-Unis et des équipements de communications sont installés en Australie: la Pine Gap, une station d'observation de satellites près d'Alice Springs et la Naval Communication Station Harold E. Holt près d'Exmouth. Pine Gap est gérée conjointement par le personnel australien et américain et la Naval Communication Station Harold E. Holt est un bâtiment exclusivement exploité par l'Australie depuis 1999. Début 2007, le gouvernement australien a approuvé la construction d'une nouvelle installation de communications américaine non-habitée dans le complexe de l'Australian Defence Force près de Geraldton, en Australie-Occidentale. Les militaires américains utilisent aussi fréquemment des terrains d'exercice australiens et ces équipements sont régulièrement améliorés pour soutenir la formation conjointe Australie-États-Unis.
L'ADF fournit de l'aide aux militaires étrangers s'entrainant en Australie par le Programme de Coopération de la Défense. Conformément à ce programme, l'ADF fournit l'aide à la formation, les infrastructures, l'équipement et la logistique et participe aux opérations communes avec des pays de l'Asie du Sud-Est et de l'Océanie. Le Pacific Patrol Boat Program (en) est la plus grande activité de coopération de défense et soutient vingt-deux patrouilleurs exploités par douze pays du Pacifique du Sud. Un audit de performance du Programme de Coopération de Défense mené en 2001 a trouvé qu'alors que le ministère de la défense ne contrôlait pas suffisamment les performances du Programme, il était tenu « en haute estime par des pays participants ». L'Australie contribue aussi directement à la défense de pays du Pacifique en déployant périodiquement des vaisseaux de guerre et un avion pour patrouiller dans leurs eaux territoriales. Conformément à un accord informel l'Australie est responsable de la défense de Nauru.

## Évaluation des capacités

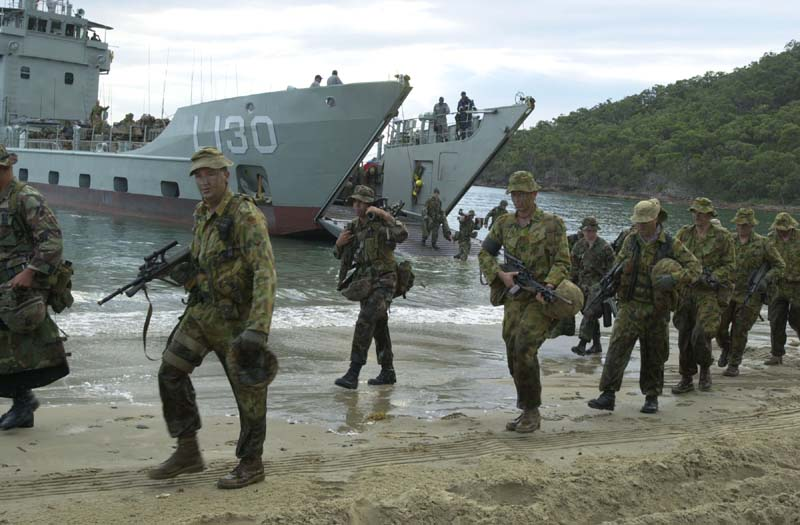
Des soldats australiens et américains débarquent du Wewak à Shoalwater Bay en 2001.

Les capacités de l'ADF lui permettent de remplir un ensemble de tâches. La taille de l'armée que le gouvernement peut engager dépend de la probabilité d'un combat intensif et de la distance à l'Australie. En termes généraux, le Dr Mark Thomson de l'Institut australien de Stratégie politique considère la taille et les capacités de l'ADF comme étant typiques d'une nation occidentale avec le poids économique et démographique de l'Australie. L'ADF a probablement les capacités navales et aériennes les plus avancées de la région du Sud-est asiatique. Cependant, la petite taille de l'Armée de terre et l'âge de la majorité de l'équipement de l'armée de l'air et de la marine limitent les possibilités de l'Australie pour faire de larges engagements ou un combat de haute intensité. Le manque de personnel de l'ADF peut aussi limiter ses possibilités de conduire rapidement de nouveaux déploiements.
L'ADF est parfaitement capable d'infliger une défaite à une force conventionnelle qui attaque directement l'Australie, bien qu'une telle attaque soit très improbable pour le moment. Les possibilités en matière de renseignement de l'ADF lui permettraient de détecter une attaque avant qu'elle n'atteigne l'Australie. Une fois détectée, la RAN et la RAAF devraient être capables de détruire l'attaquant alors qu'il est toujours en approche maritime. L'armée de terre et la RAAF sont aussi capables de détruire une petite armée une fois détectée. L'ADF maintient suffisamment de ressources pour remplir ses objectifs de sécurité intérieure et ses responsabilités en matière de contre-terrorisme.
L'ADF ne possède pas des ressources nécessaires requises pour un déploiement de grande ampleur dans une guerre de haute intensité. Bien que la RAN et la RAAF soient capables de déployer un nombre significatif de bateaux et d'avions opérationnels, ces forces ne sont ni assez grandes ni assez modernes pour se déplacer seules dans un environnement hautement menaçant et ne peuvent constituer qu'une petite partie d'une coalition plus large. À cause de sa taille relativement petite et de son manque de puissance de feu, l'Armée de terre a des moyens encore plus limités que les autres armes. En conséquence de quoi, l'ADF n'est capable de fournir que des forces spécialisées relativement petites mais de haute qualité pour une guerre de forte intensité. De telles forces incluent les sous-marins de la marine, les forces spéciales de l'Armée de terre, et les avions Orion de la RAAF. Cependant, la logistique de l'ADF n'est pas suffisante pour ravitailler seule de telles forces déployées loin de l'Australie. Donc, l'ADF ne peut contribuer à un combat de haute intensité en dehors de la région australienne que si une coalition plus large apporte un soutien logistique.
L'ADF est hautement qualifiée pour conduire des opérations de maintien de la paix dans le monde. Les frégates et les bateaux de transport de la marine, les bataillons légers d'infanterie de l'Armée de terre et les avions de transport de la RAAF sont bien adaptés au maintien de la paix. L'ADF a les moyens de prendre en charge indépendamment le maintien de la paix et des opérations de combat de basse intensité dans la région de l'Australie et peut soutenir de tels déploiements pendant une longue période. Elle est aussi capable de mener des forces de maintien de la paix internationales dans la zone Asie-Pacifique.
Bien que les capacités de l'ADF pour participer à une guerre de manières intensive soient limitées, le gouvernement n'exige pas pour l'instant que l'armée les renforce. Les informations données dans le rapport annuel de la défense indiquent que l'ADF remplit la plupart de ses objectifs de préparation tels que fixés par le gouvernement. Les performances de l'ADF pour remplir les objectifs du gouvernement se sont améliorées entre les années 2000-01 et 2005-06, la majorité de ces objectifs étant remplis. Les seuls objectifs qui n'ont jamais été atteints pendant cette période furent ceux de la réserve et de la logistique

## Sources
- Armée de terre Australienne (2002). Les Principes de base de la guerre terrestre.
- Bureau australien de Statistique (2006). Livre de l'année australienne 2006. ABS, Canberra.
- Département de la Défense nationale australienne (2000). Défense 2000 - Notre future force de défense. Département de la Défense nationale australienne, Canberra  (ISBN 0-6422-9544-1)
- Département de la Défense nationale australienne (2002). Force 2020. Département de la Défense nationale australienne, Canberra.
- Département de la Défense nationale australienne (2002). L'Approche australienne de la Guerre. Département de la Défense nationale australienne, Canberra.
- Département de la Défense nationale australienne (2003). Annuaire des capacités. Département de la Défense nationale australienne, Canberra.
- Département de la Défense nationale australienne (2004). Rapport annuel de la défense 2004–05. Australian Department of Defence, Canberra.
- Département de la Défense nationale australienne (2005). La sécurité nationale de l'Australie : Mise à jour de la Défense 2005. Département de la Défense nationale australienne, Canberra.
- Département de la Défense nationale australienne (2006). Rapport annuel de la Défense 2005–06. Département de la Défense nationale australienne, Canberra.
- Département de la Défense nationale australienne (2006a). « Submission to the Joint Joint Standing Committee on Foreign Affairs, Defence and Trade Inquiry into the Economic, Social and Strategic Trends in Australia’s Region and the Consequences for Our Defence Requirements »(Archive.org • Wikiwix • Archive.is • Google • Que faire ?) (consulté le 20130318). Département de la Défense nationale australienne, Canberra.
- Département de la Défense nationale australienne (2007). Portfolio Budget Statements 2007–08.
- Département de la Défense nationale australienne (2007a). Sécurité nationale de l'Australie. Mise à jour de la Défense 2007. Département de la Défense nationale australienne, Canberra.
- Département de la Défense nationale australienne (2007b). Rapport annuel de la Défense 2006-07. Département de la Défense nationale australienne, Canberra.
- Bureau National de l'Audit Australien (2001). Defence Cooperation Program. Audit Report No.32 2000–2001. ANAO, Canberra  (ISBN 0-642-44239-8)
- Bureau National de l'Audit Australien (2002). Management of Australian Defence Force Deployments to East Timor. ANAO, Canberra  (ISBN 0-642-80620-9)
- Département australien du Premier ministre et du Cabinet (2004). Protéger l'Australie contre le terrorisme. DPMC, Canberra.
- Gouvernement australien (2006) The Australian Intelligence Community. Agencies, functions, accountability and oversight.
- Bibliothèque du Parlement Australien (2000) « Women in the armed forces: le rôle de la femme dans l'Australian Defence Force »(Archive.org • Wikiwix • Archive.is • Google • Que faire ?) (consulté le 20130318).
- Trésor Australien. Taxation et dépenses du Gouvernement Australien.
- Joan Beaumont (2001). Australian Defence Sources and Statistics. Université de presse d'Oxford, Melbourne  (ISBN 0-19-554118-9)
- Aldo Borgu (2004). A Big Deal: Australia's Future Air Combat Capability. Institut politique de la stratégie australienne, Canberra  (ISBN 1-920722-26-2)
- Service de renseignements Central The World Factbook -- Australie.
- Andrew Davies (2008). ADF capability review: Royal Australian Navy. Institut politique de la stratégie australienne, Canberra.
- Organisation du Matériel de la Défense (2006). 2006–16 Defence Capability Plan: Version Publique. DMO, Canberra.
- Tom Frame (2004). No Pleasure Cruise. The Story of the Royal Australian Navy. Allen & Unwin, Sydney  (ISBN 1-74114-233-4)
- Ken Henry (2005) Défense de l'Australie pour 2045: The Macro-economic Outlook' in Defender, printemps 2005. Pages 19–24.
- David Horner (2001). Making the Australian Defence Force. Université de presse d'Oxford, Melbourne  (ISBN 0-19-554117-0)
- Jane's World Air Forces. Publication du 24 août 2006. Jane's Information Group. Coulsdon.
- Comité de Position de d'Affaires étrangères communes, de la Défense et du Commerce (2000). « From Phantom to Force: Towards a More Efficient and Effective Army »(Archive.org • Wikiwix • Archive.is • Google • Que faire ?) (consulté le 20130318). Le Parlement du Commonwealth d'Australie, Canberra  (ISBN 0-642-36628-4)
- Raspal Khosa (2004). Australian Defence Almanac 2004–05. Australian Strategic Policy Institute, Canberra.
- Raspal Khosa (2006). Australian Defence Almanac 2006–07. Australian Strategic Policy Institute, Canberra.
- Albert Palazzo (2004). 'Organising and Dispatching the ADF's Expeditionary Force for the War in Iraq' in Battles Near and Far: A Century of Overseas Deployment. The Chief of Army Military History Conference 2004. Army History Unit, Canberra, p. 249–267  (ISBN 0-9757669-0-2)
- Royal Australian Navy (2006) Australia's Navy Today. * Centre de Puissance navale - Australia (2005). The Navy Contribution to Australian Maritime Operations (RAN Doctrine 2 - 2005). Service de Publication de la Défense, Canberra  (ISBN 0-642-29615-4)
- Andrew Smith et Anthony Bergin (2006). Australian domestic security: The role of Defence. Institut politique de la stratégie australienne, Canberra.
- David Stevens (editor) (2001). The Royal Australian Navy. A History. Oxford University Press, Melbourne  (ISBN 0-19-555542-2)
- Alex Tewes, Laura Rayner and Kelly Kavanaugh (2004) « Australia's Maritime Strategy in the 21st century »(Archive.org • Wikiwix • Archive.is • Google • Que faire ?) (consulté le 20130318). Australian Parliamentary Library Research Brief no. 4 2004–05.
- Mark Thomson (2003) Pay Your Money & Take Your Pick: Defence Spending Choices for Australia. Institut Politique de la Stratégie australienne, Canberra.
- Mark Thomson (2005). The Cost of Defence. ASPI Budget Brief 2005–2006. Institut politique de la stratégie australienne, Canberra.
- Mark Thomson (2005b). Punching above our weight? Australia as a middle power. Institut politique de la stratégie australienne, Canberra.
- Mark Thomson (2005c). 'Easier Said Than Done: At the Six-year Mark in Remaking the ADF' in Defender, hiver 2005.
- Mark Thomson (2006). Your Defence Dollar: The 2006–07 Defence Budget. Institut politique de la stratégie australienne, Canberra.
- Mark Thomson (2006a). Defence Budget 2006/07: 'Planning on Hope or Pessimism' in Defender, hiver 2006.
- Mark Thomson (2007). The final straw: Are our defence forces overstretched?. Institut politique de la stratégie australienne, Canberra.
- Mark Thomson (2007a). 2007 Defence budget summary. Institut politique de la stratégie australienne, Canberra.